# Сельское хозяйство Беларуси

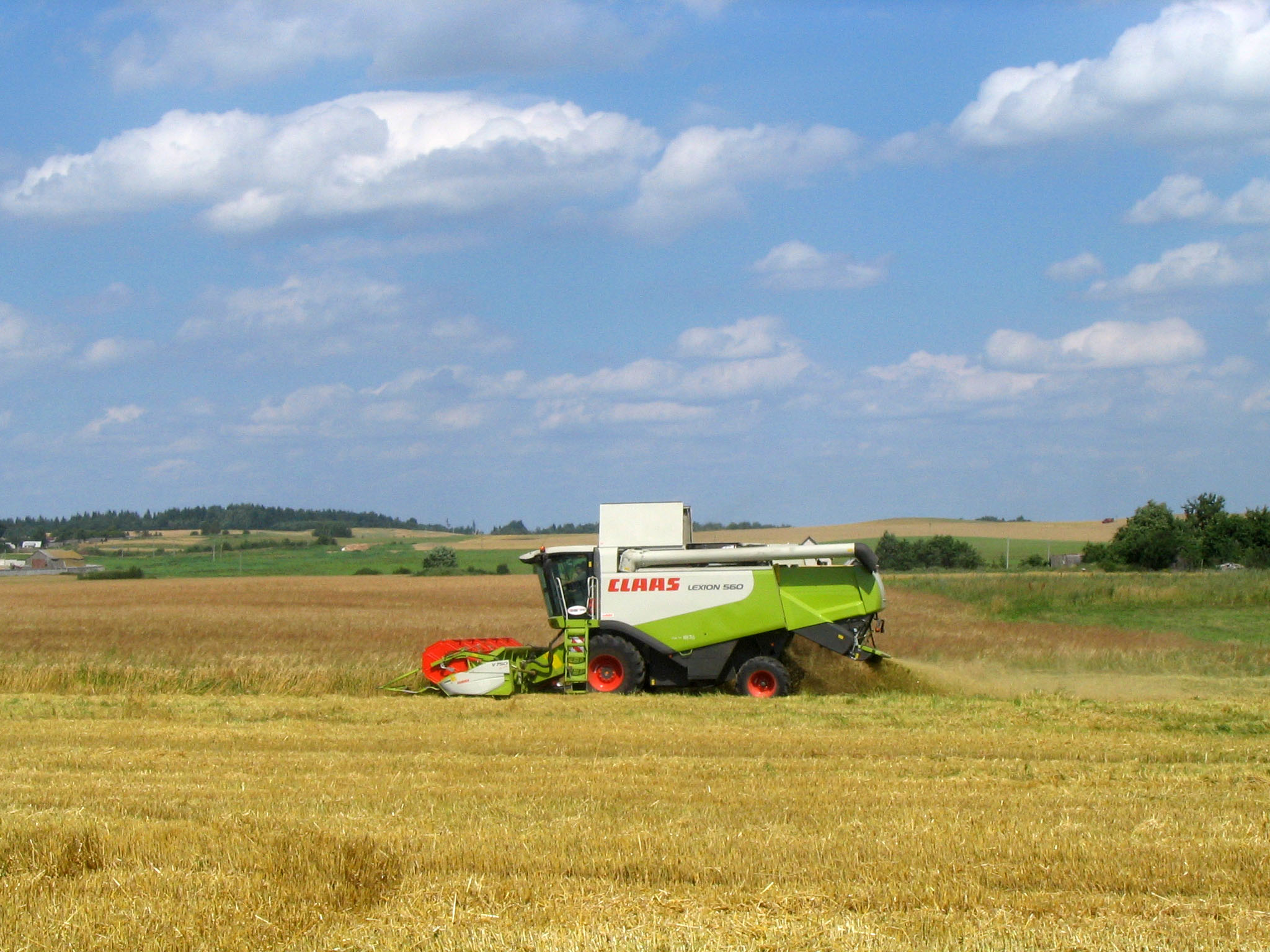
Зерноуборочный комбайн Claas-560 на поле

Сельское хозяйство (бел. Сельская гаспадарка) — важная отрасль экономики Беларуси, обеспечивающая 6,8 % ВВП страны, 11,7 % инвестиций в основной капитал, 19,8 % экспорта (по итогам 2020 года). В 2020 году в сельском хозяйстве было занято 7,2 % населения. В структуре отрасли доминируют крупные хозяйства (бывшие совхозы и колхозы), получающие государственную поддержку и дотации; в наиболее выгодном положении находятся экспортно-ориентированные предприятия. При этом большая часть картофеля, овощей, плодов и ягод, а также шерсти производится личными хозяйствами населения и фермерами.

## Общий обзор
Республика Беларусь более чем на 100 % покрывает собственные потребности в молоке, мясе, яйцах, картофеле и овощам, более чем на половину — по фруктам и ягодам, примерно на 12 % — по рыбе. Экспорт продукции сельского хозяйства (включая переработанную) превышает импорт.
Совокупная площадь сельскохозяйственных земель (на начало 2021 года) — 8283,9 тыс. га (5660,0 тыс. га — пахотные земли, 2520,8 тыс. га — луговые земли). 16,6 % земель были мелиорированы. Из 5660,0 тыс. га пахотных земель 4970,1 тыс. га находятся в пользовании сельхозорганизаций, 170,6 тыс. га — в пользовании фермерских хозяйств, 502,9 тыс. га — в пользовании граждан (в 2001 году — 1022 тыс. га), из которых 483,5 тыс. га отведено под личные подсобные хозяйства, а 17 тыс. га — под дачи. Вследствие географических особенностей 26,2 % посевной площади, или 1,35 млн га, составляют осушенные земли, ещё 0,4 % — орошаемые земли.
Продукция растениеводства составляла (2020) 45,6 %, животноводства — 54,4 %.
2021: Произведено сельскохозяйственной продукции, всеми хозяйствами страны, на 22,749 млрд рублей (в текущих ценах). Около 4/5 продукции было произведено в сельхозорганизациях (более половины совокупной продукции растениеводства, 96 % продукции животноводства), 16 % — в личных хозяйствах населения, более 2,5 % — в фермерских хозяйствах. Доля сельхозорганизаций в производстве зерна составляет 94,2 %, картофеля — 10 %, овощей — 12 %.
Бо́льшая часть используемых удобрений — местного производства (крупнейший производитель калийных удобрений — «Беларуськалий», азотных — «Гродно Азот», фосфорных — Гомельский химический завод).

### Региональные особенности
В силу ряда географических и климатических условий территория Беларуси в разной степени пригодна для сельского хозяйства. Наилучшими условиями для сельского хозяйства располагают центральные, западные, восточные и юго-западные районы, а в Витебской области наблюдается менее высокая урожайность большинства сельскохозяйственных культур.

### Организационная структура

#### Сельскохозяйственные организации
Основу сельского хозяйства составляют колхозы и совхозы, в основном переименованные и действующие на рыночной основе с активной государственной поддержкой. Нередко они были укрупнены по сравнению с советским периодом путём присоединения соседних хозяйств. На их долю приходится 99,9 % производства льноволокна, 97,5 % сахарной свёклы, 94,2 % зерна, 95,5 % мяса, 96,6 % молока, 82,8 % яиц, 12 % овощей, 10 % картофеля, 21,7 % шерсти. Хозяйства населения, которые практически не пользуются государственной поддержкой (не считая низких перекрёстно-субсидированных тарифов на коммунальные услуги), производят 65,9 % шерсти, 82,5 % картофеля, 67,8 % овощей, 16,9 % яиц, 3,8 % мяса и 3 % молока.
Белорусскими экспертами расширение сети крупных региональных агропромышленных холдингов, постепенно перерастающих в национальные вертикально-интегрированные объединения, рассматривается как одно из важнейших направлений развития отечественного агропромышленного комплекса (АПК) и перерабатывающей промышленности.

#### Фермерские (крестьянские) хозяйства

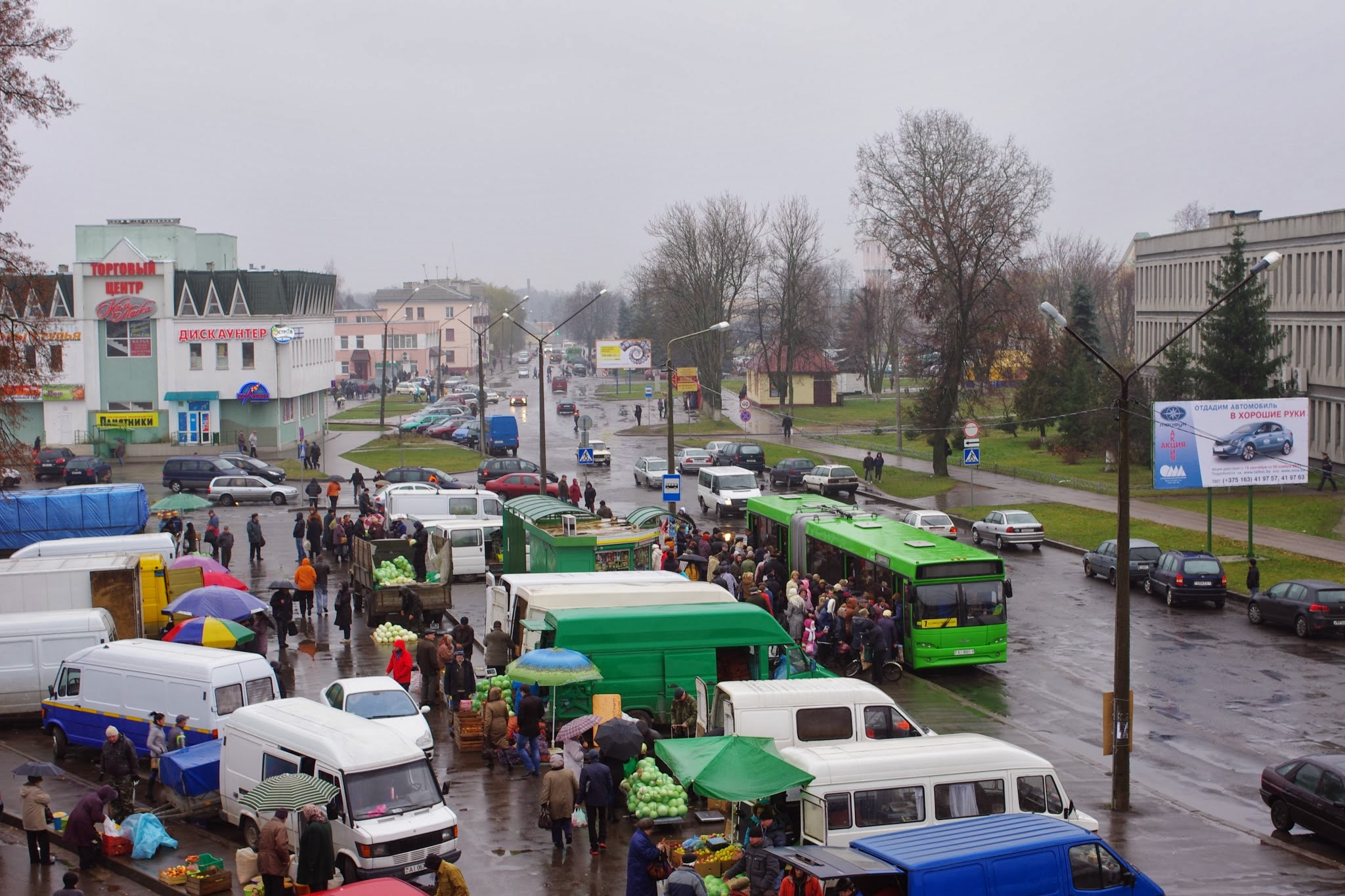
Фермерский рынок в Барановичах

Фермерские хозяйства (личные хозяйства, оформленные как юридические лица) не играют большой роли и играют заметную роль только в отдельных отраслях сельского хозяйства. Более того, численность фермерских хозяйств в конце 1990-х — 2000-е годы значительно уменьшилась. Например, в Гомельской области в 1995 году было 433 крестьянских (фермерских) хозяйства, в 2000 году их осталось только 364, а в 2008 году — всего 245. В этот же период произошло укрупнение среднего размера крестьянского (фермерского) хозяйства. Например, в Гомельской области он вырос в 1995—2008 годах с 20,6 га до 62,1 га, при этом суммарная площадь всех крестьянских (фермерских) хозяйств региона увеличилась с 8,9 тыс. га до 15,2 тыс. га.
Динамика посевной площади, обрабатываемой фермерами, в 2010-е годы демонстрирует тенденцию к росту: от 88,1 тыс. га в 2012 году до 167 тыс. га в 2020 году (параллельно происходит снижение площадей, обрабатываемых личными хозяйствами населения). Общая посевная площадь, которую обрабатывают фермеры, варьируется от 21-23 тыс. га в Витебской, Гомельской и Гродненской областях до 40,7 тыс. га в Могилёвской области. Несмотря на рост обрабатываемых фермерами площадей, в большинстве областей они обрабатывают около 3 % посевных площадей и только в Могилёвской области — 5 % (по состоянию на 2020 год).
Фермеры разных областей специализируются на выращивании различных сельскохозяйственных культур. В Могилёвской области более 60 % обрабатываемых фермерами земель занято зерновыми и зернобобовыми культурами (26 тыс. га), в то время как в остальных областях — около половины. Фермерами Минской области засеяно под картофель 4,8 тыс. га, что значительно больше, чем в других областях, в том числе в 6 раз больше, чем в Витебской области. Фермерские хозяйства Брестской области специализируются на выращивании овощей — 4,4 тыс. га, что в 2-8 раз больше, чем в других областях. Фермеры Витебской области в 2020 году засеяли 7,6 тыс. га под кормовые культуры (первое место среди фермеров в стране), значительные посевы кормовых культур были сделаны фермерами Брестской, Минской, Могилёвской и Гомельской областей.
В 2011 году фермеры произвели 6,1 % овощей, 4,3 % шерсти, 2 % картофеля, по 1,4 % зерна и сахарной свёклы, 0,5 % мяса. В 2020 году белорусские фермеры собрали 295 тыс. т зерновых и зернобобовых (3,3 % от общего сбора зерновых и зернобобовых в республике), в том числе 17 тыс. т ржи, 119 тыс. т пшеницы, 16 тыс. т овса, 51 тыс. т ячменя, 102 тыс. т сахарной свёклы, а также 390 тыс. т картофеля (7,5 %), 353 тыс. т овощей (20,2 %), 95,3 тыс. т плодов и ягод (12 %).
Урожайность зерновых в фермерских хозяйствах сопоставима с крупными сельскохозяйственными организациями (в относительно неурожайном 2018 году — 27,1 ц/га у фермеров против 26,8 ц/га в крупных организациях, но в предшествующие 2 года урожайность у фермеров была немного ниже; данная тенденция продолжилась и в 2019 году, однако в 2020-м показатели приобрели закономерное значение — 34,4 ц/га у фермеров против 35,1 ц/га в крупных организациях). Наиболее велика разница в урожайности ржи: 32 ц/га у фермеров против 26,2 ц/га в крупных организациях в 2017 году, 24,9 ц/га против 20 ц/га в 2018 году и 32,3 ц/га против 29,1 ц/га в 2020 году. Также существенно отличаются данные по урожайности овса: 23,7 ц/га у фермеров против 29,1 ц/га в крупных организациях (2020). Урожайность картофеля у фермеров и крупных организаций также примерно одинаковая, а урожайность фермерских посадок овощей существенно выше — в среднем 240—380 ц/га в 2012—2018 годах у фермеров против 180—260 ц/га у крупных организаций.
В 2012—2020 гг. белорусские фермеры многократно нарастили сбор семечковых плодов (с 10,8 тыс. т до 90,4 тыс. т), а их доля в совокупном сборе семечковых плодов выросла с 2 % до 15 %. Средняя урожайность семечковых плодов в хозяйствах фермеров существенно выше, чем в сельскохозяйственных организациях и личных хозяйствах населения. При этом абсолютное большинство плодов и ягод собирают фермеры Брестской области — 75,9 тыс. т из 95,3 тыс. т всеми фермерами страны. Сбор фермерами ягод за 2012—2020 годы вырос почти в 6 раз, с 0,8 тыс. т до 4,6 тыс. т. Тем не менее, по состоянию на 2020 год абсолютное большинство плодов и ягод продолжают собирать личные хозяйства населения.
Экономическая эффективность фермерских хозяйств на порядок выше крупных организаций: в 2020 году средняя рентабельность продаж у сельскохозяйственных организаций составила 4,7 %, у фермерских хозяйств — 21,4 %.

#### Личные хозяйства населения
Личные хозяйства населения в основном носят натуральный характер, существенная часть их продукции потребляется владельцем хозяйства и родственниками. Вместе с тем, некоторые личные хозяйства по характеру близки к фермерским и активно участвуют в розничной торговле продуктами питания на обочинах автомобильных дорог, улицах городов и местных рынках.

## История
Белорусская Советская Социалистическая Республика (БССР): см. Экономика Белорусской ССР
К осени 2010 года Беларусь вышла на второе место в мире по площадям тритикале.
В рамках реализации программы возрождения и развития села в 2005—2009 годах на поддержку АПК было направлено более 21 трлн бел. рублей.
В 2014 году сельское хозяйство обеспечило 7,3 % ВВП страны.
При этом Беларусь к 2020 году превзошла большую часть абсолютных результатов по ряду показателей, достигнутых БССР в 1990 году:
| Показатель                              | 1990 | 2013 | 2014 | 2015 | 2016 | 2017 | 2018 | 2019 | 2020 |
| --------------------------------------- | ---- | ---- | ---- | ---- | ---- | ---- | ---- | ---- | ---- |
| Мясо скота и птицы тыс. т (убойный вес) | 1181 | 1172 | 1073 | 1149 | 1172 | 1208 | 1226 | 1240 | 1285 |
| Яйца, млн. шт.                          | 3657 | 3961 | 3858 | 3746 | 3615 | 3516 | 3363 | 3514 | 3495 |
| Молоко, тыс. т                          | 7457 | 6640 | 6703 | 7047 | 7140 | 7321 | 7345 | 7394 | 7765 |
| Шерсть, тонн                            | 958  | 96   | 112  | 131  | 142  | 138  | 121  | 105  | 107  |
| Картофель, тыс. т                       | 8590 | 5914 | 6280 | 5995 | 5984 | 6415 | 5864 | 6105 | 5231 |
| Овощи, тыс. т                           | 749  | 1628 | 1734 | 1686 | 1891 | 1959 | 1746 | 1854 | 1751 |
| Льноволокно, тыс. т                     | 52   | 45   | 48   | 41   | 41   | 42   | 40   | 46   | 48   |
| Свёкла сахарная, тыс. т                 | 1479 | 4343 | 4803 | 3300 | 4279 | 4989 | 4809 | 4945 | 4011 |
| Плоды и ягоды, тыс. т                   | 373  | 456  | 629  | 553  | 705  | 473  | 954  | 546  | 792  |
| Все зерновые, тыс. т                    | 7035 | 7602 | 9564 | 8657 | 7461 | 7993 | 6151 | 7333 | 8770 |
| в том числе рожь                        | 2652 | 648  | 867  | 753  | 651  | 670  | 503  | 756  | 1051 |
| в том числе пшеница                     | 381  | 2102 | 2925 | 2896 | 2340 | 2620 | 1815 | 2309 | 2848 |

В 2020 году сельское хозяйство обеспечило 6,8 % ВВП страны (147,006 млрд рублей). При этом на сельское хозяйство в 2020 году пришлось 11,7 % всех инвестиций в основной капитал (в 2014 году — 9,1 %).
В 2020 году в сельском хозяйстве было занято 7,2 % населения страны (в 2014 году — 8 %). Средняя зарплата в сельском хозяйстве в 2020 году составляла 880,4 рублей (70,2 % от среднереспубликанского уровня). Ещё менее 150 тыс. человек занято в переработке сельскохозяйственного сырья — производстве пищевой продукции и напитков.
В 2021 году снижение производства сельскохозяйственной продукции на 4,2 %;
лука, капусты и яблок произведено 1,7 млн т (меньше на 2,4 %);
скота и птицы в живом весе на меньше на 3 % (1,8 млн т), зерна и зернобобовых — на 15 % (7,4 млн т), картофеля — на 8 % (4,8 млн т). Причиной снижения сельхозпроизводства власти считают плохую погоду, а эксперты — неэффективность отрасли и неграмотную аграрную политику.
В 2021 году Беларусь впервые импортирует картофель из других стран, в то время, как его уборка ещё продолжается (сама Беларусь производит его около 900 тысяч тонн в год и более 200 тысяч тонн экспортирует); это стало возможным благодаря высоким ценам на него и опасения относительно объёмов его производства в этом году: погодные условия не были благоприятными и картофельные поля страны ощутили негативные последствия засухи.
С 1 января 2022 года введено продовольственное эмбарго в отношении широкого перечня сельхозтоваров (свиньи и свинина, мясо КРС, некоторые субпродукты, различные виды другого мяса (в том числе соленое, сушеное или копчёное), молочная продукция, овощи, орехи и фрукты, разные виды жира, колбасы, кондитерские изделия и другие товары), произведённых в странах, реализующих дискриминационную политику и осуществляющих недружественные действия в отношении страны (из стран Евросоюза, США, Канады, Исландии, Великобритании и Ирландии, Северной Македонии, Черногории и Албании; позже добавлены Лихтенштейн и Сербия); эмбарго вводится в качестве ответной меры на санкции западных стран против Беларуси. Данные контрсанкции могли стать причиной дефицита сельхозпродуктов и роста цен на неё (с конца 2021; напр., белокочанная капуста за год подорожала в три раза, а за ноябрь цены на неё выросли почти на 25 %), вследствие которого Правительство Беларуси запретило экспортировать лук, капусту и яблоки. Также, правительство для остановки роста цен административно запретило их повышение (на продукцию белорусского производства).

## Современное состояние
В 2005—2010 гг. реализовывалась государственная «Программа возрождения и развития села». В рамках только этой программы, например, в 2007 году было затрачено $2,5 млрд, однако экономический эффект вливаний оказался незначительными, что было признано и правительством. Тем не менее, программа не была приостановлена. Только за первые три года её реализации в Беларуси было построено 666 агрогородков с необходимой инфраструктурой. К 2008 году уровень дотаций в сельском хозяйстве достиг 60 % при мировой норме в 20-30 %.
Хотя эта «Программа» была мотивирована тем, что «в ходе либеральных реформ первой половины 90-х годов многое из достигнутого было разрушено», урожай картофеля в Беларуси так и не достиг уровня 1993 года, когда был также достигнут рекордный уровень производства мяса. Лишь в 2004 году был достигнут уровень урожайности зерновых 1990 и 1993 годов. Производство шерсти в 1990—2010 годах упало в десять раз (хотя в стране находится крупный потребитель сырья — Минский камвольный комбинат), абсолютные надои молока и реализации мяса в убойном весе к 2013 году так и не достигли уровня 1990 года (см. раздел #Статистические показатели). Впрочем, в 2010—2016 гг. производство шерсти вновь начало расти — с 84 до 142 тыс. тонн, однако к 2020 году данный показатель снизился до 107 тыс. тонн.
Тем не менее, несмотря на значительные дотации, ряд экспертов считает белорусское сельское хозяйство неэффективным. Экс-министр сельского хозяйства Леонид Русак сообщил, что значительная часть белорусской продукции, даже с учётом больших дотаций, стоит дороже, чем европейская, что приводит к убыточности экспорта. Например, мясомолочная продукция поставляется в Россию по ценам, не покрывающим затраты на производство. На производство одного килограмма мяса в Беларуси тратится в 8-10 раз больше электроэнергии, чем в развитых странах, а производство одинакового количества молока и говядины требует значительно большего количества кормов.

Тем не менее, средний удой молока от коровы в Беларуси (4508 кг) выше, чем в некоторых странах Евросоюза — в частности, Болгарии (3591 кг) и Румынии (3879 кг), хотя и более чем вдвое ниже, чем в США, Дании и Финляндии.
По мнению экономиста Сергея Балыкина, мешает развитию сельского хозяйства и отсутствие частной собственности на землю; по его мнению, оздоровить сельское хозяйство мог бы запуск процедуры банкротства убыточных предприятий, что, однако, не делается руководством страны по идеологическим соображениям. 
Экономист Михаил Залесский указывает на то, что частные хозяйства обеспечивают бо́льшую часть производства картофеля и овощей, что свидетельствует о высокой эффективности развития фермерских хозяйств в Беларуси.
В конце 2011 года Александр Лукашенко сообщил, что за 2001—2011 гг. в сельское хозяйство из госбюджета было направлено 40 миллиардов долларов, а также пообещал, что к 2017 году государственные дотации в сельское хозяйство будут сведены к минимуму.
В  2023 году собрано 9,5 млн тонн зерна, включая рапс. При этом колосовых культур — 6,4 млн т., урожай кукурузы оценивается в 2 млн т. (что на 500 тыс. больше прошлогоднего), а рапса — около 1,48 млн, что также больше объёма 2022 года на 111 тыс. тонн.
Климатические условия весной и летом 2023 г. стали причиной плохого урожая в Беларуси (при этом ряд районов и хозяйств даже в этих климатических условиях получили урожай выше европейского уровня, наивысший показатель — в Гродненском районе, где получили 83,5 центнера). Всего же сельское хозяйство получило показатель в 101,2 %.

### Материально-техническая база

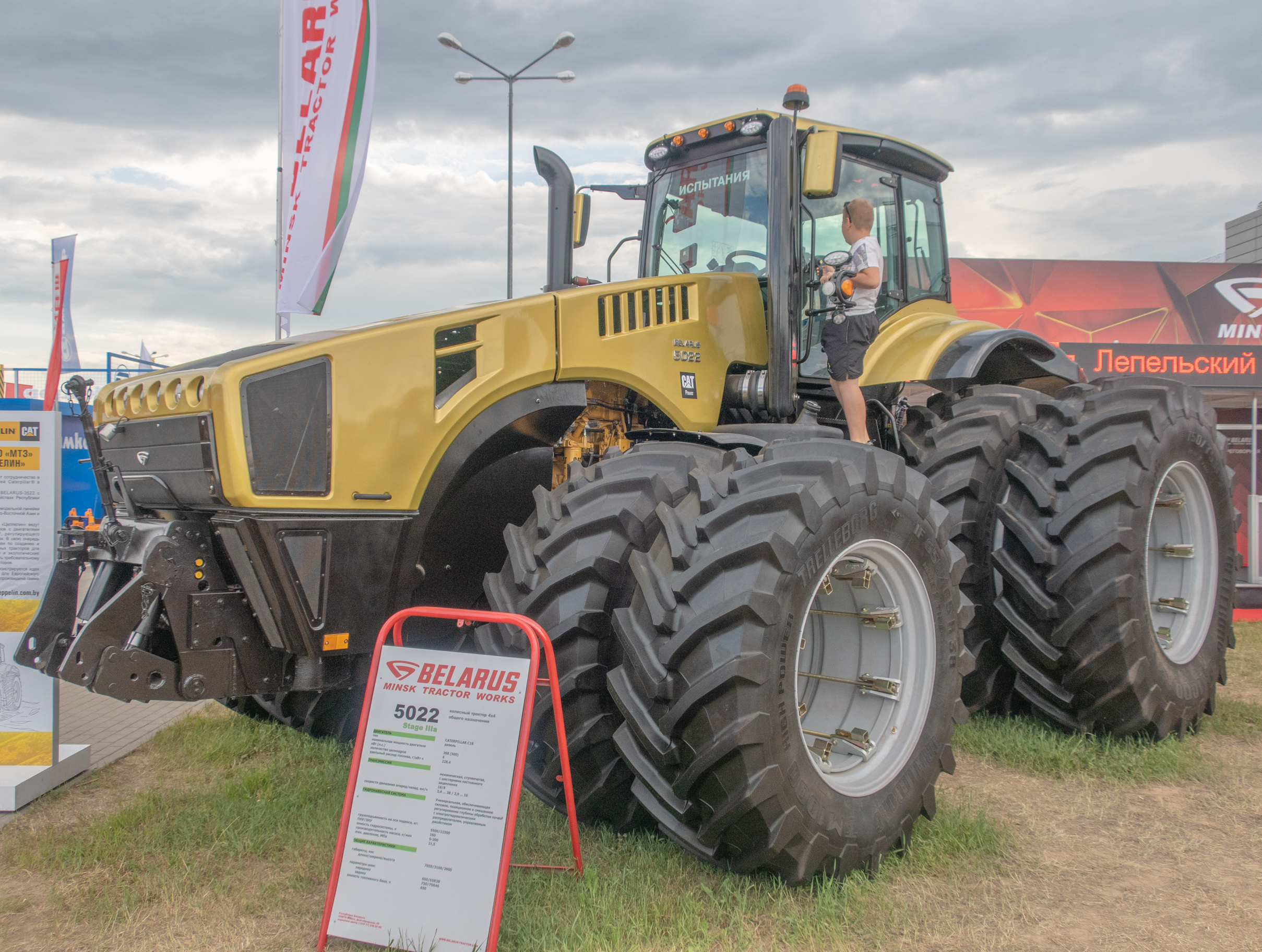
Опытный образец трактора Беларус-5022 (500 л. с.) производства ОАО «Минский тракторный завод»

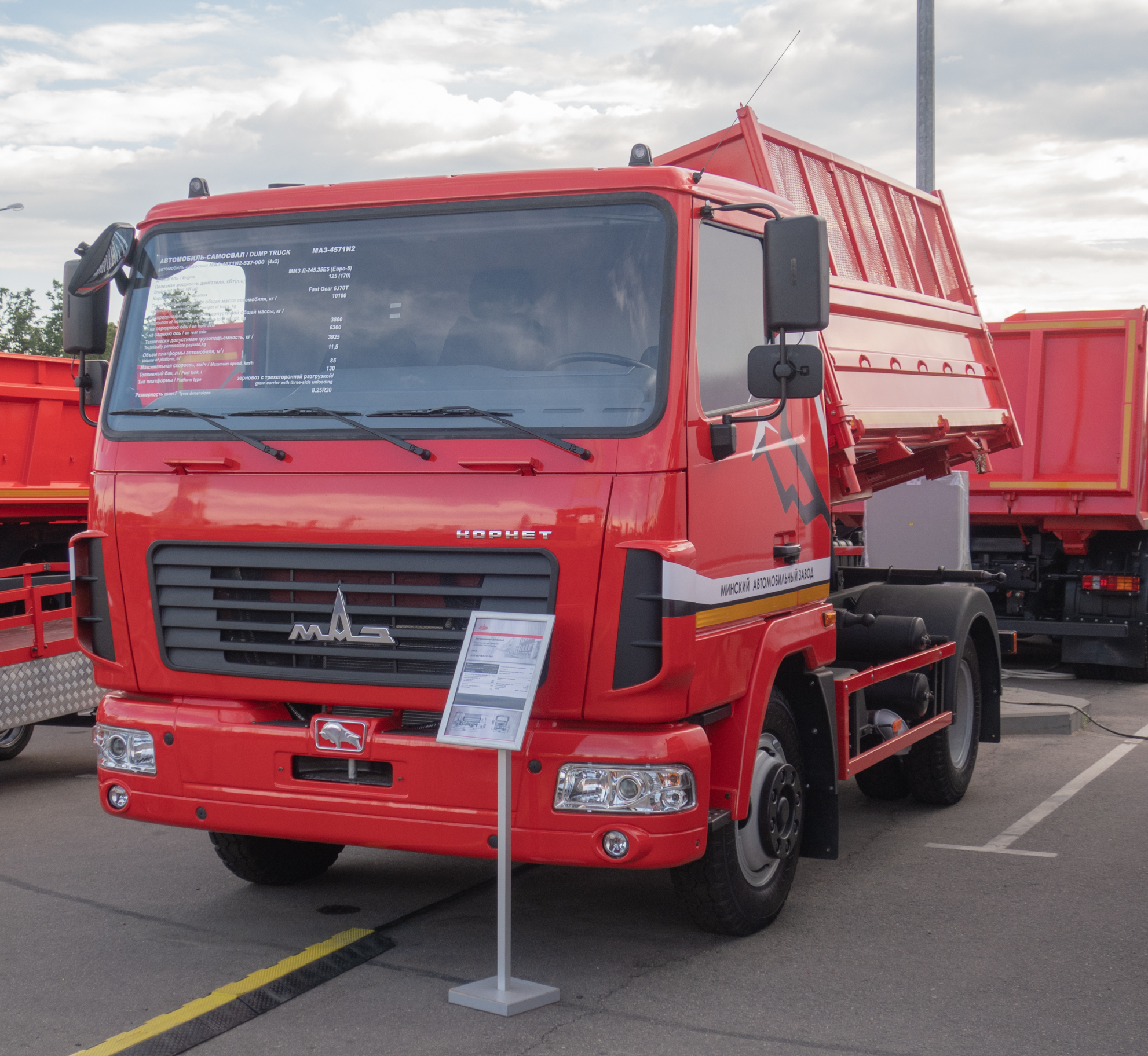
Зерновоз с трёхсторонней разгрузкой МАЗ-4571N2 производства ОАО «Минский автомобильный завод» с двигателем ММЗ

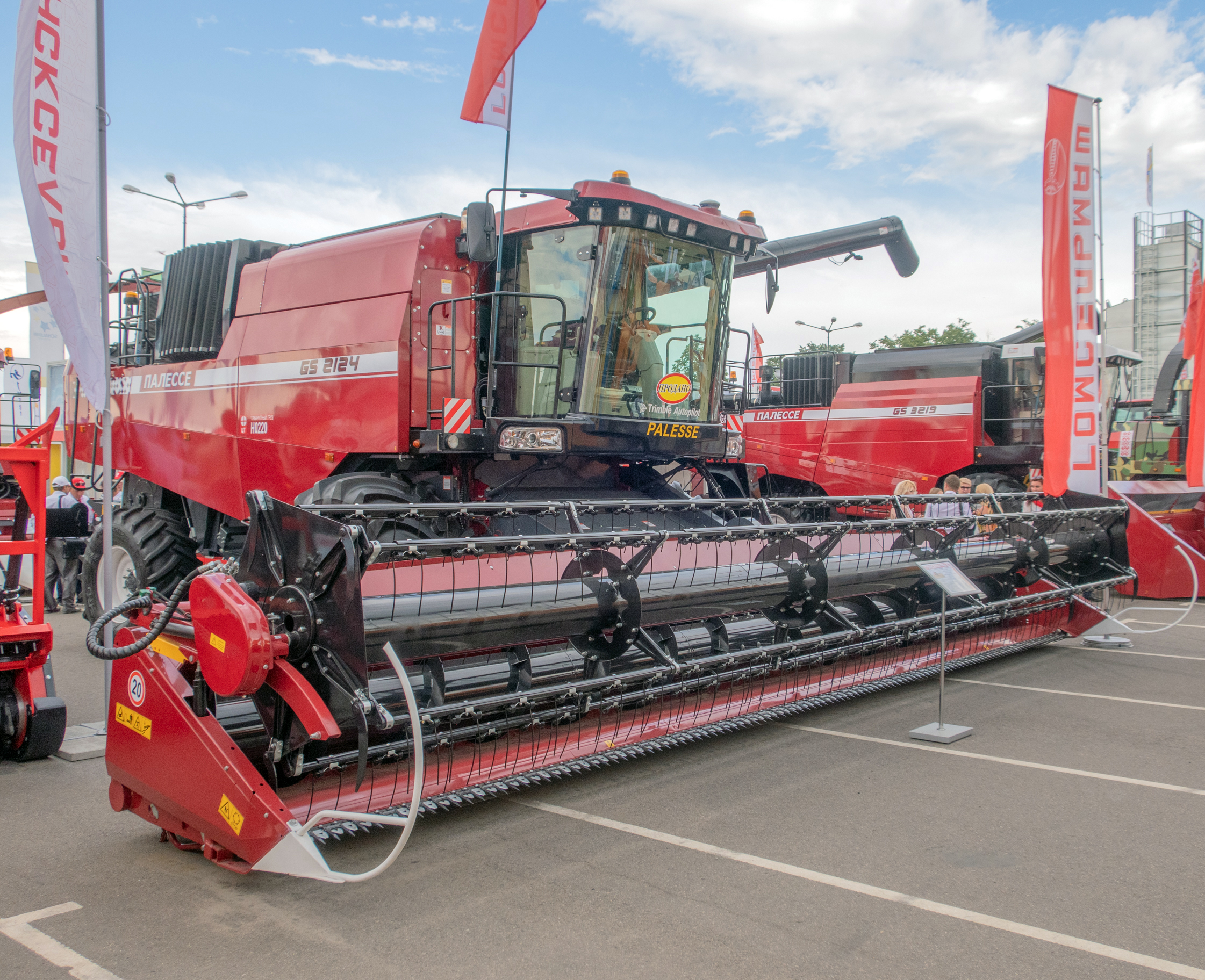
Зерноуборочный комбайн «Полесье» GS-2124 производства ОАО «Гомсельмаш»

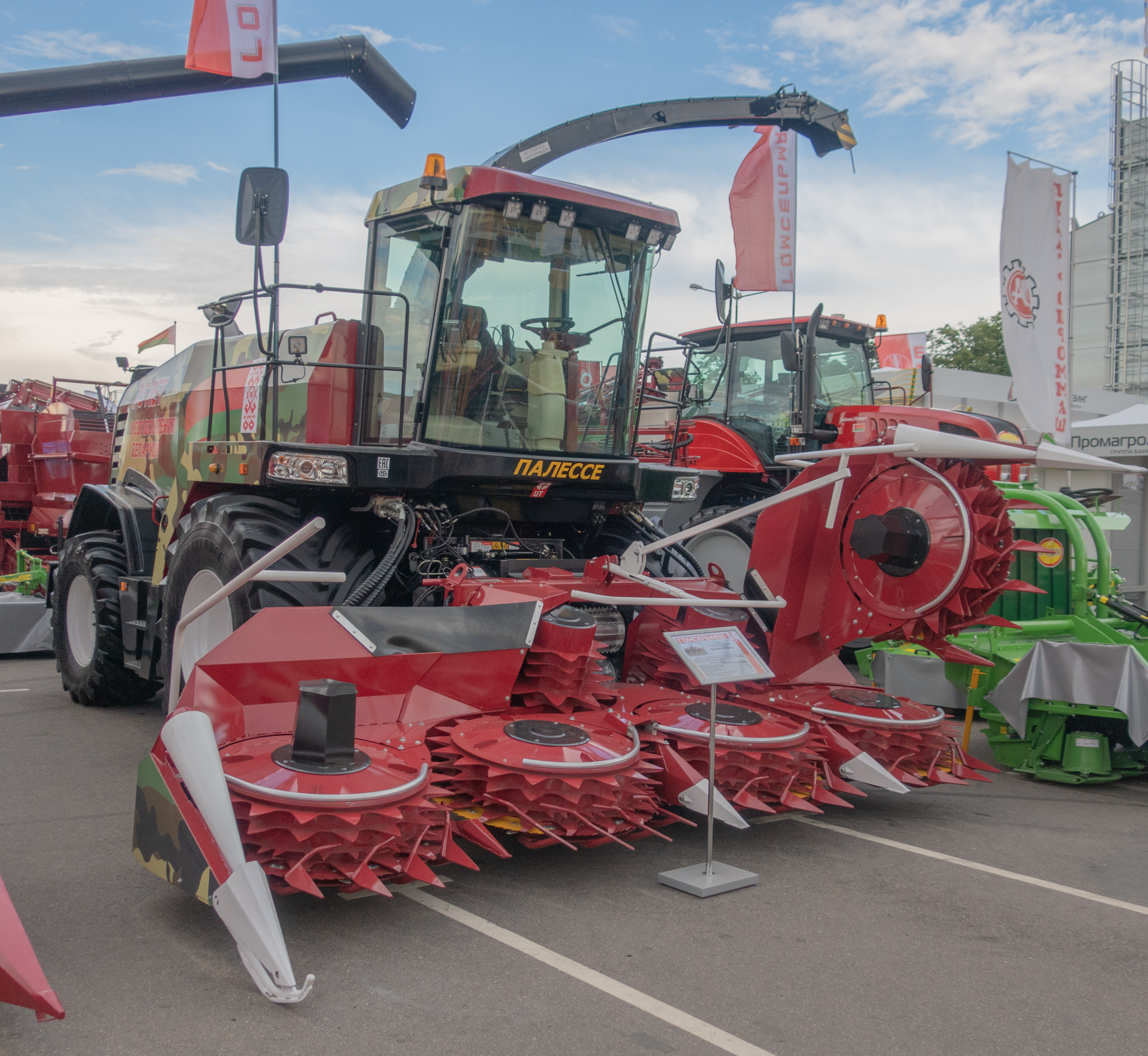
Кормоуборочный комплекс КВК-8600 производства ОАО «Гомсельмаш»

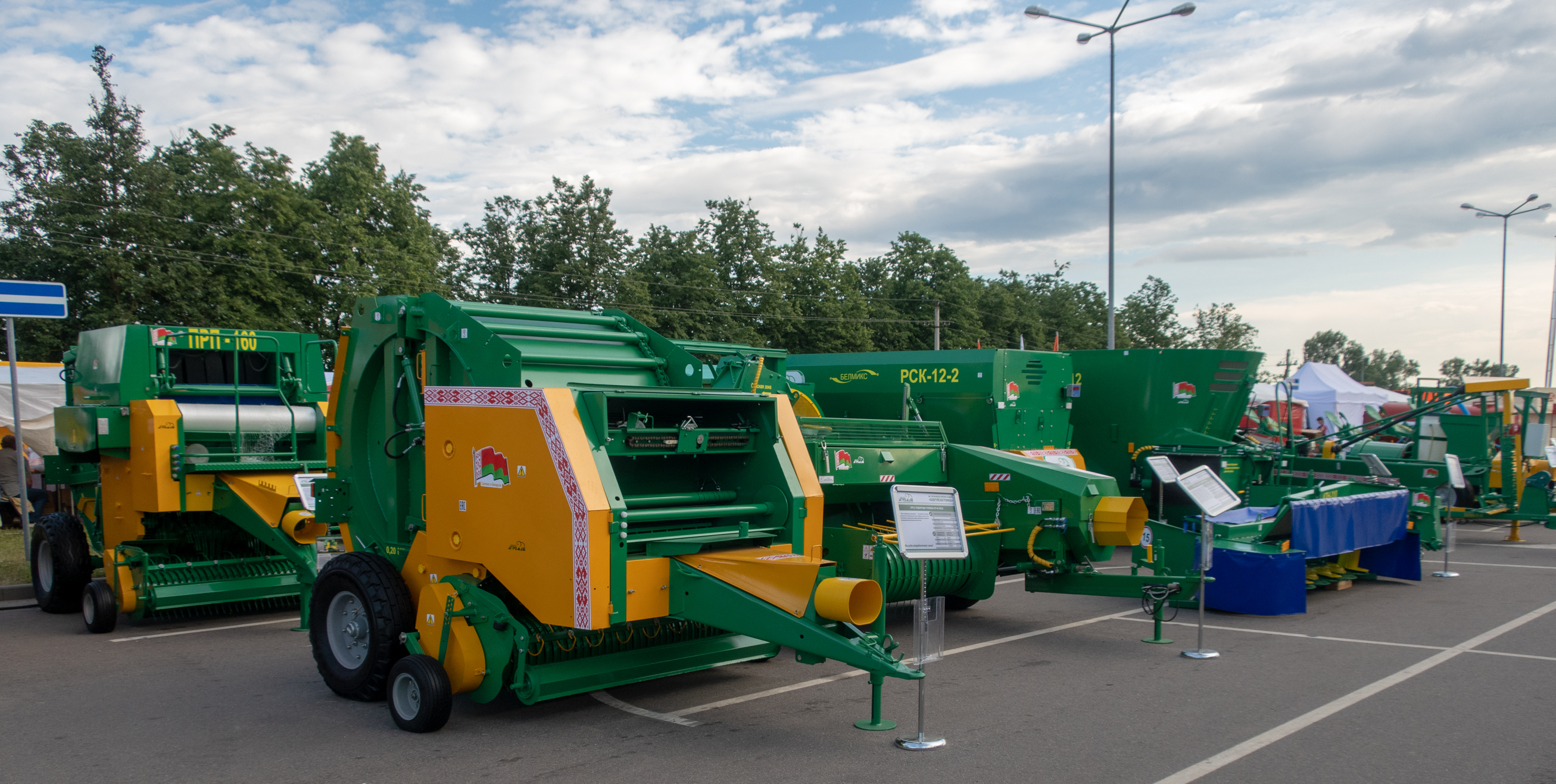
Прицепная техника производства ОАО «Бобруйскагромаш»

Ещё одной важной проблемой сельского хозяйства является устаревшая материально-техническая база. В 2020 году число убыточных сельскохозяйственных организаций снизилось до 177, или с 22 % до 12,1 % (по сравнению с 2015-м годом), а сумма чистого убытка сельскохозяйственных организаций выросла до рекордного показателя за последние пять лет и в 2020-м составила — 307,4 млн рублей. Сумма чистого убытка фермерских хозяйств имеет аналогичную тенденцию и увеличилась с 3,1 до 12,7 млн рублей. Остаётся низкой и рентабельность реализованной продукции крупных сельскохозяйственных организаций: в 2020 году она составила с 5,5 %, а в фермерских хозяйствах — 30,4 %. Рентабельность продаж в этом же году составила 4,7 % в крупных сельскохозяйственных организациях и 21,4 % в фермерских хозяйствах. Совокупная кредиторская задолженность крупных сельскохозяйственных организаций в 2020 году составила с 8,8 млрд рублей (3,4 млрд долл. по курсу на начало 2021), в том числе 2,4 млрд составляла просроченная кредиторская задолженность; задолженность же всех фермерских хозяйств в 2020 году составила 146,2 млн рублей (около 55 млн долл.). Средняя рентабельность продаж в крупных сельскохозяйственных организациях варьируется от 5,7 % до 8,2 % в Минской, Гродненской и Брестской областях до −0,8 % в Гомельской области; минимальная рентабельность продаж в фермерских хозяйствах на 2014 год составляла 13,4 % в Витебской области.
За 2000—2020 гг. количество техники в хозяйствах заметно сократилось. Количество тракторов снизилось с 72,9 тыс. в 2000 году до 38,1 тыс. на начало 2021 года, количество грузовых автомобилей — с 46,3 тыс. до 17,4 тыс., зерноуборочных комбайнов — с 17,1 тыс. до 8,7 тыс., силосо- и кормоуборочных комбайнов — с 7,2 тыс. до 4,1 тыс.. Большинство сельскохозяйственной техники — собственного производства (Минский тракторный завод, Гомсельмаш и другие). Ежегодное производство тракторов за 2000-10 годы выросло с 22 470 до 44 370, тракторов мощностью более 100 л. с. — с 2617 до 9454, зерноуборочных комбайнов — с 445 до 2035. Значительная часть новой техники, однако, поставляется на экспорт. В результате снижения общего количества сельхозтехники, обеспеченность угодий тракторами снизилась с 15 тракторов на 1000 га пашни в 2000 году до 8 в 2020 году. В то же время, начал расти импорт сельскохозяйственной техники — с 2621 тракторов в 2011 году до 13 440 — в 2013 году, в основном — особо мощные (энергонасыщенные) тракторы, аналоги которых не производились на Минском тракторном заводе. В рамках программы импортозамещения в середине 2000-х МТЗ разработал и организовал собственное серийное производство энергонасыщенных тракторов, представив линейку моделей до 500 л. с. Благодаря распространению более мощных тракторов в сельском хозяйстве снижение количества тракторов сопровождается ростом энергетических мощностей в пересчёте на одного работника (с 48,2 л. с. в 2006 году до 75.2 л. с. в 2020 году).
Помимо энергонасыщенных тракторов, машиностроительные предприятия Республики Беларусь освоили выпуск других видов сельскохозяйственной техники. Так, в СССР завод «Гомсельмаш» специализировался на производстве кормоуборочных комплексов, но после обретения независимости освоил производству зерноуборочных и других комбайнов. В результате, уже к 2014 году более 80 % зерноуборочных комбайнов в сельскохозяйственных предприятиях страны было произведено этим заводом. Опыт «Гомсельмаша» приводится в качестве примера успешного импортозамещения.
| Количество тракторов в сельскохозяйственных организациях (тыс.)                                 |
| ----------------------------------------------------------------------------------------------- |
| Графики недоступны из-за технических проблем. См. информацию на Фабрикаторе и на mediawiki.org. |
| Количество грузовых автомобилей в сельскохозяйственных организациях (тыс.)                      |
| Графики недоступны из-за технических проблем. См. информацию на Фабрикаторе и на mediawiki.org. |
| Количество зерноуборочных комбайнов в сельскохозяйственных организациях (тыс.)                  |
| Графики недоступны из-за технических проблем. См. информацию на Фабрикаторе и на mediawiki.org. |
| Энергетические мощности на одного работника с/х организаций (л. с.)                             |
| Графики недоступны из-за технических проблем. См. информацию на Фабрикаторе и на mediawiki.org. |

Подготовка специалистов
Подготовкой специалистов в сфере сельского хозяйства занимаются Белорусский государственный аграрный технический университет (Минск), Белорусская государственная сельскохозяйственная академия (город Горки, Могилёвская область) и Гродненский государственный аграрный университет, подразделения других вузов, а также ряд специализированных средних специальных учебных заведений.
Ведущие научно-практические учреждения расположены в Минске, Минском районе (Самохваловичи и Прилуки) и Жодино.

### Применение удобрений, известкование почв

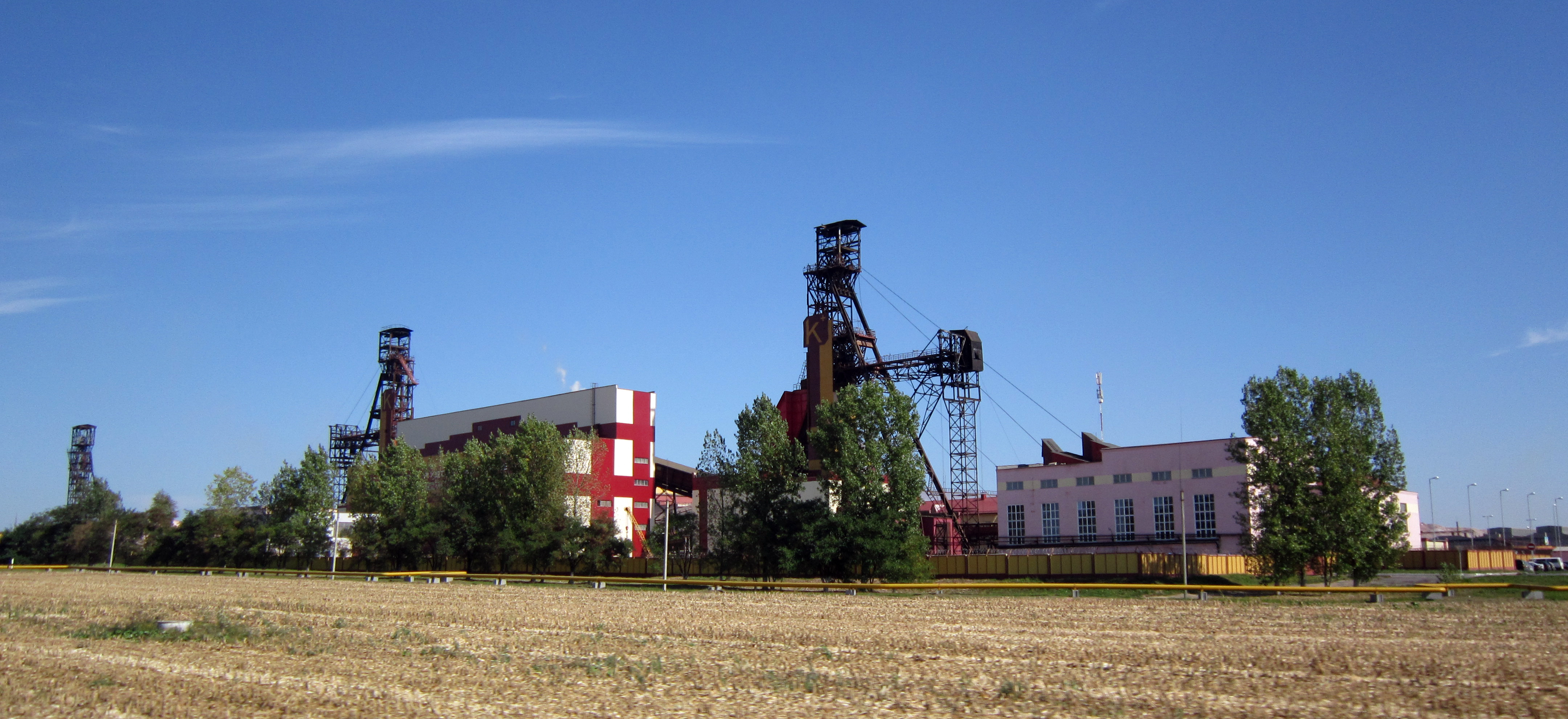
Второе рудоуправление ОАО «Беларуськалий» севернее Солигорска (Минская область)

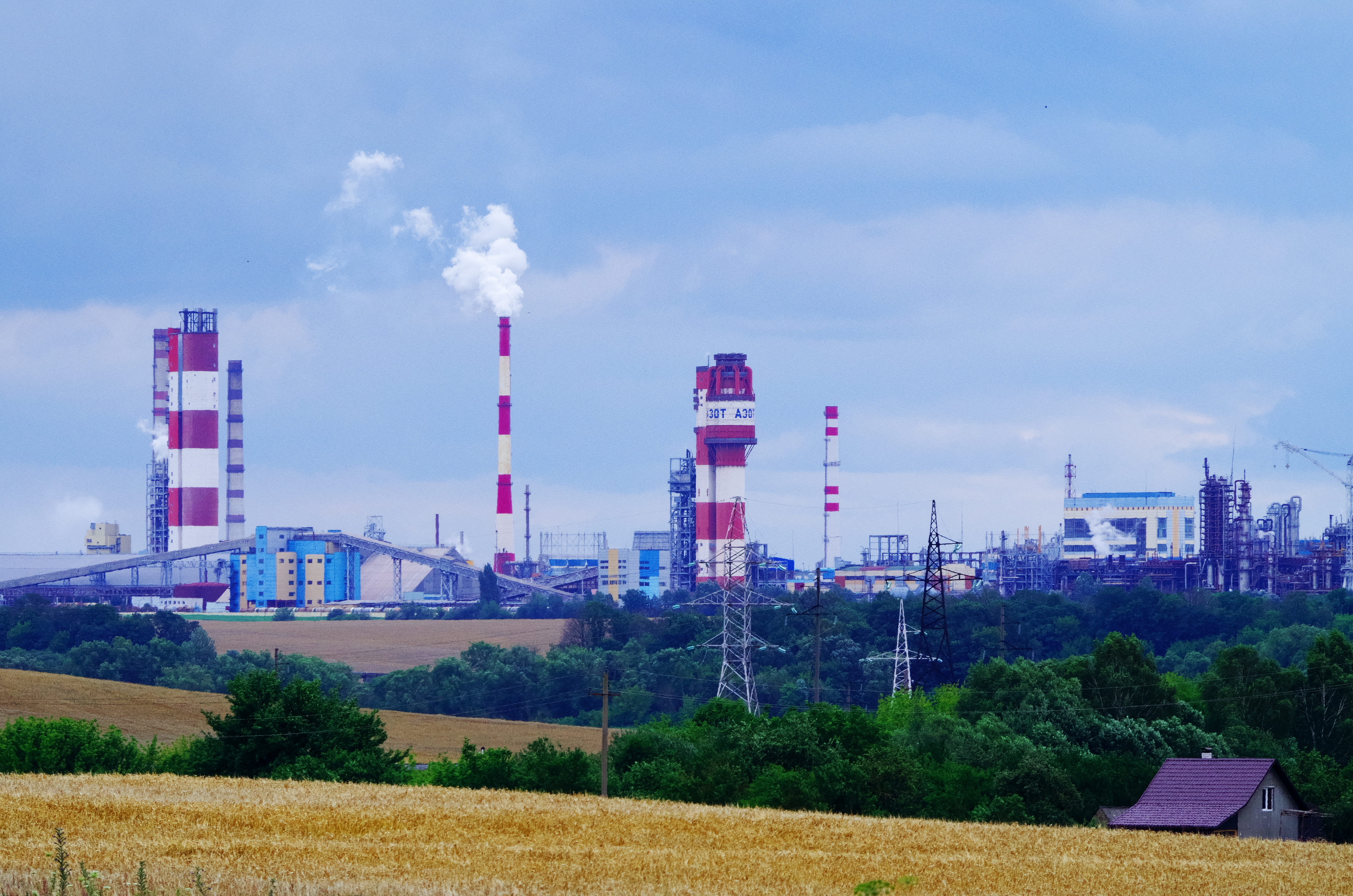
ОАО «Гродно Азот» — производитель азотных удобрений

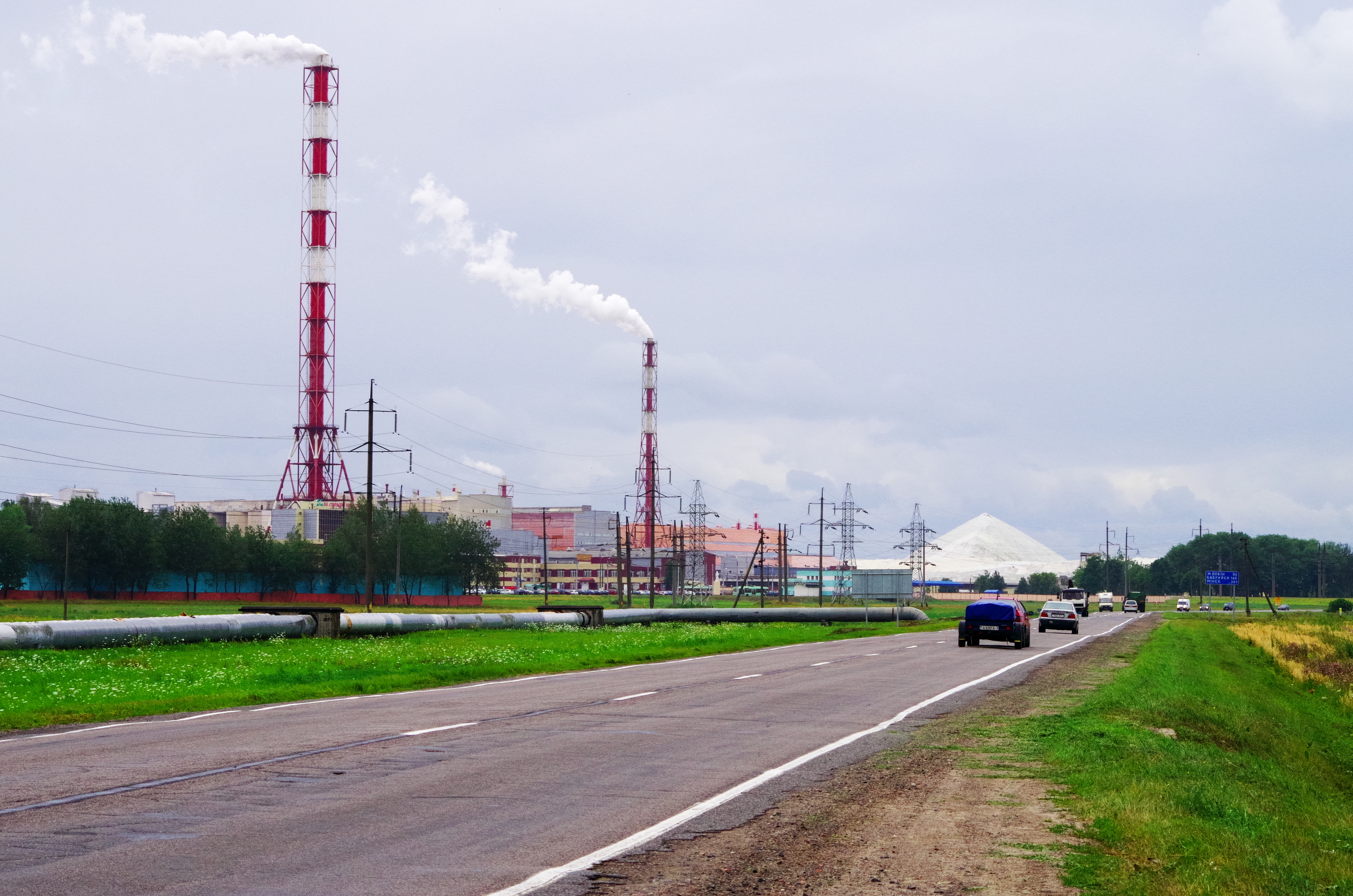
ОАО «Гомельский химический завод» — производитель фосфорных удобрений

За 2014—2020 гг. производство азотных удобрений выросло с 842 до 959 тыс. тонн, фосфорных — с 186 до 215 тыс. тонн, калийных— с 6,3 до 7,6 млн тонн, известняковой и доломитовой муки — с 1,5 до 1,9 млн тонн (2000—2010). Внесение минеральных удобрений под сельскохозяйственные культуры уменьшилось за этот же период с 1132,7 до 956,7 тыс. тонн, включая уменьшение количества фосфорных удобрений с 152,1 до 99,6 тыс. тонн, калийных с 562,6 до 425,3 тыс. и незначительное увеличение азотных с 417,9 до 431,9 тыс. тонн. В расчёте на один гектар пахотных земель произошло снижение с 236 до 191 кг (140 кг в расчёте на 1 га всех сельскохозяйственных земель). К 2015 году внесение минеральных удобрений в сельскохозяйственных организациях снизилось до 209 кг/га. Больше всего минеральных удобрений вносится под корнеплоды — 442 кг на гектар сахарной свёклы, 325 кг на гектар картофеля (2020 год).
Производство калийных удобрений многократно превосходит уровень потребления внутри страны, причём в 2010-е годы объёмы их внесения сельскохозяйственными организациями (без фермерских и личных хозяйств) на территории Республики Беларусь снизились с 720 тыс. т в 2012 году до 382,6 тыс. т в 2018 году, однако уже в 2020 году наблюдался небольшой рост — 460 тыс. тонн. За период 2012—2020 годов сократились также объёмы внесения азотных (с 557,3 до 461,9 тыс. т) и фосфорных удобрений (с 221,3 до 101,1 тыс. т).
Совокупное внесение органических удобрений увеличилось с 35,9 до 43,2 млн тонн за 2000—2010 годы и до 51,6 млн тонн к 2020 году (7,1 т/га на сельскохозяйственных землях и 10,2 т/га на пахотных землях). Больше всего органических удобрений вносилось под корнеплоды — 44,6 т/га под сахарную свёклу и 36 т/га под картофель, меньше всего под зерновые и зернобобовые — 5,7 т/га (данные только по сельскохозяйственным организациям, 2020 год).
Поскольку почти все белорусские почвы в естественном состоянии отличаются высокой кислотностью, плохими физическими свойствами и низким содержанием питательных веществ, с середины XX века широко применяется известкование почв, которое проявляется во внесении в почву огромных объёмов известесодержащих материалов. По подсчётам почвоведа Н. В. Клебановича, за 1965—2003 годы на территории Республики Беларусь было внесено 145 млн тонн карбоната кальция, затраты составили (в пересчёте) около 2 млрд долларов. В результате проводимых мероприятий доля почв I и II групп кислотности к началу XXI века сократилась в десятки раз. В самом начале массового известкования, в 1966—1970 годах, 83 % почв имели уровень кислотности (pH) ниже 5,5, хотя оптимальным для ведения сельского хозяйства считается pH 6,2-6,5 (в водной вытяжке) или 5,6-5,8 (в солевой вытяжке). В 2020 году в почву было внесено 971 тыс. тонн известняковой муки и других известесодержащих материалов. Известкованию подверглось 188 тыс. га. В среднем в 2012—2020 годах на каждый гектар произвесткованной почвы вносилось по 4,7-5,2 тонны соответствующих материалов. Доломитовую муку производит ОАО «Доломит» в Витебске.
| Объёмы производства и внесения в почву минеральных удобрений по Республике Беларусь (2020 год, тыс. т) |
| --- |
| Графики недоступны из-за технических проблем. См. информацию на Фабрикаторе и на mediawiki.org.        |

## Растениеводство
| Структура посевных площадей, % (2020 год)                                                       |
| ----------------------------------------------------------------------------------------------- |
| Графики недоступны из-за технических проблем. См. информацию на Фабрикаторе и на mediawiki.org. |

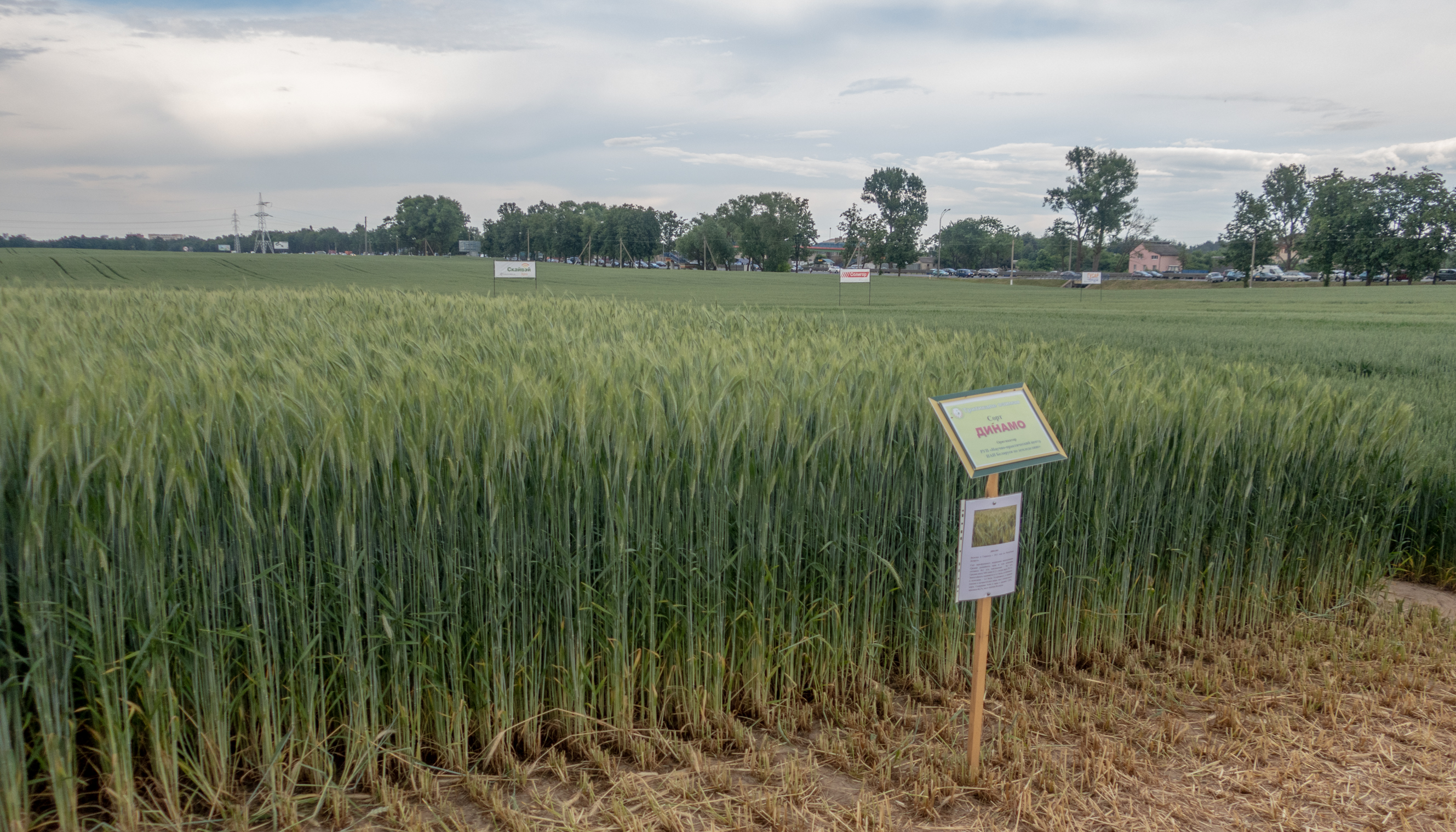
Опытное поле озимой тритикале сорта «Динамо» белорусской селекции (июнь 2019 года)

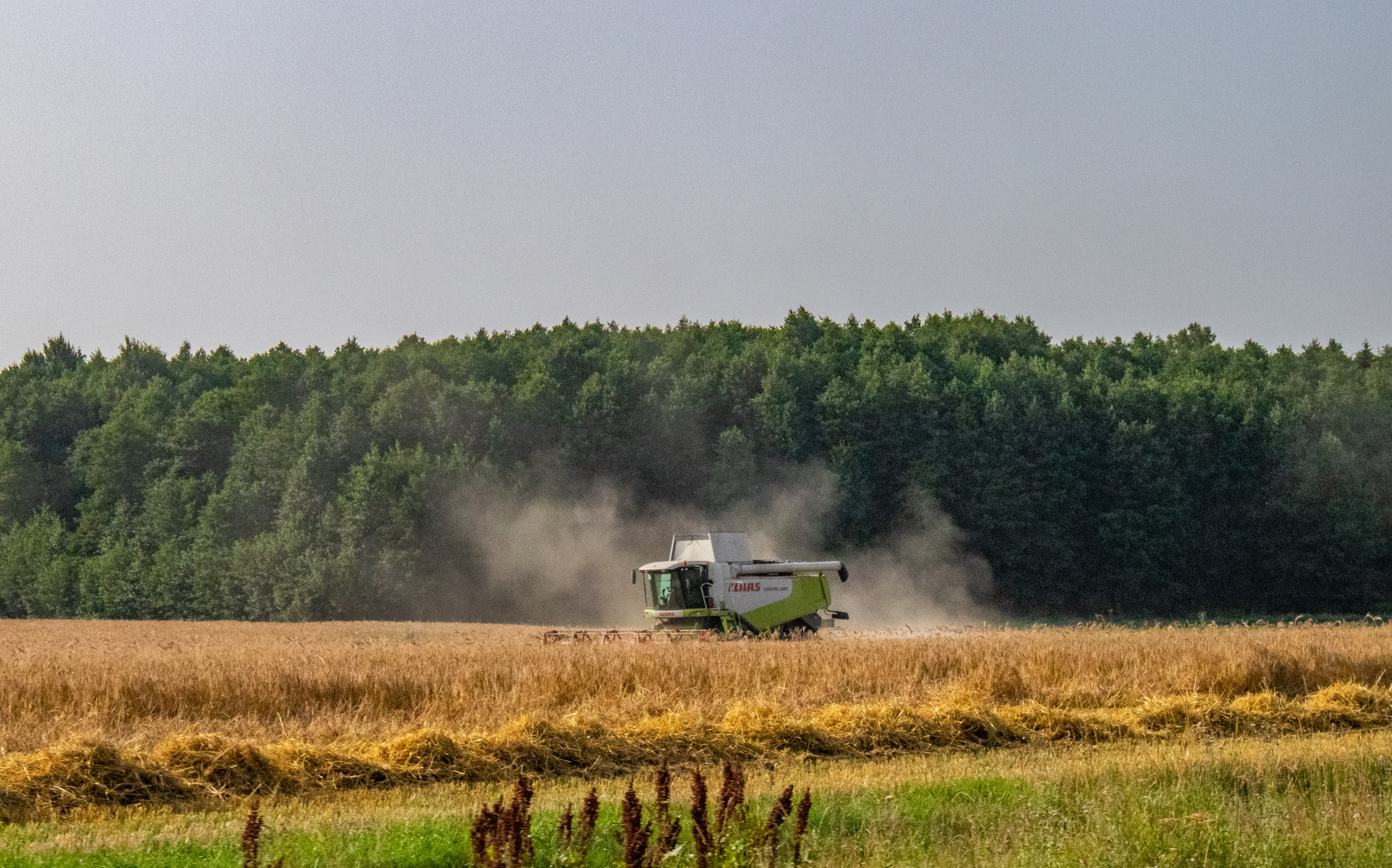
Зерноуборочный комбайн Claas (июль 2021 года)

Беларусь находится на восьмом месте в мире по количеству площадей под картофелем и на десятом месте по его сбору (7,1 млн тонн против 73,3 млн у лидера, Китая).
Беларусь находится на первом месте по производству картофеля на душу населения среди стран СНГ и на третьем — по сбору зерна (всех видов, без зернобобовых) на душу населения, после Казахстана и Украины. По первым трём показателям страна немного превосходит Польшу, Литву и Латвию, но вдвое уступает Литве и незначительно — Латвии — по сбору зерновых на душу населения.

### Зерновые
В структуре посевных площадей, занятых зерновыми и зернобобовыми (2534 тыс. га в 2020 году), больше всего занято под пшеницу (725 тыс. га), тритикале (469 тыс. га) и ячмень (415 тыс. га). 364 тыс. га занято под рожь, 221 тыс. га — кукурузу на зерно, 156 тыс. га — овёс, 137 тыс. га — зернобобовых, 28 тыс. га — гречиху. По состоянию на 2017 год, большая часть засеиваемых ржи (98 %), пшеницы (больше 70 %) и тритикале (94 %) — озимые, а ячмень почти исключительно яровой (98 %).
Абсолютное большинство зерновых выращивается крупными сельскохозяйственными организациями: в 2020 году зерновыми и зернобобовыми было засеяно 2534,4 тыс. га, в том числе 2378,5 тыс. га в крупных организациях (93,8 %), 88,4 тыс. га в фермерских хозяйствах (3,5 %) и 67,5 тыс. га в личных хозяйствах населения (2,7 %). Средняя урожайность зерновых по категориям хозяйств различается незначительно, на несколько центнеров с гектара.
Средняя рентабельность реализованных зерновых крупными сельскохозяйственными организациями системы Министерства сельского хозяйства Республики Беларусь, в 2020 году составила 24,4 % (самая высокая среди всей продукции растениеводства).
В 2013 году три района достигли валового сбора зерновых и зернобобовых в 150 тыс. тонн — Минский, Гродненский и Несвижский. От 120 до 150 тыс. тонн собрали в Пружанском, Барановичском, Копыльском и Слуцком районах. В 2018 году валовой сбор зерновых превысил 150 тыс. тонн только в Гродненском районе (из-за сложных метеорологических условий). Однако уже в 2020 году данный показатель был превзойдён в Барановичском, Гродненском, Копыльском, Минском, Несвижском и Слуцком районах.
По урожайности зерновых и зернобобовых несколько районов превысили 45 центнеров с гектара в 2020 году — Барановичский в Брестской области, Дзержинский, Клецкий, Минский и Несвижский в Минской области, Берестовицкий, Вороновский, Гродненский, Зельвенский, Кореличский, Мостовский и Щучинский в Гродненской области. В то же время, во многих районах Витебской области и в некоторых районах других областей урожайность не превысила 25 ц/га.
Районы с самой высокой урожайностью зерновых по областям (2020):
| Район               | Урожайность         | Район             | Урожайность       | Район               | Урожайность         |
| ------------------- | ------------------- | ----------------- | ----------------- | ------------------- | ------------------- |
| Брестская область   | Брестская область   | Витебская область | Витебская область | Гомельская область  | Гомельская область  |
| Барановичский       | 45,7                | Оршанский         | 41,0              | Буда-Кошелёвский    | 35,2                |
| Жабинковский        | 43,6                | Витебский         | 38,5              | Мозырский           | 34,2                |
| Пружанский          | 42,7                | Дубровенский      | 35,1              | Речицкий            | 31,2                |
| Гродненская область | Гродненская область | Минская область   | Минская область   | Могилёвская область | Могилёвская область |
| Гродненский         | 72,8                | Несвижский        | 64,1              | Могилёвский         | 41,7                |
| Зельвенский         | 54,1                | Дзержинский       | 55,0              | Осиповичский        | 41,7                |
| Кореличский         | 52,8                | Клецкий           | 52,6              | Кировский           | 40,2                |

| | |
| Производство зерновых и зернобобовых сельскохозяйственными организациями по районам (2017 год). >200 тыс. т 100—200 тыс. т 80—100 тыс. т 60—80 тыс. т 40—60 тыс. т <40 тыс. т | Средняя урожайность зерновых и зернобобовых по районам (2017 год). >60 ц/га 50—60 ц/га 40—50 ц/га 30—40 ц/га 20—30 ц/га <20 ц/га |

Видовая структура выращивания зерновых и зернобобовых существенно изменилась с обретением независимости. Так, в 1990 году рожь составляла 38 % урожая, пшеница — 5 %, ячмень — 41 %, овёс — 11 %, а тритикале не выращивалось. В 2020 году рожь составляла уже 9 % валового сбора зерновых и зернобобовых, пшеница — 31 %, тритикале — 22 %, ячмень — 21 %, овёс — 5 %.
| Валовой сбор зерновых и зернобобовых по годам (тыс. т)                                          |
| ----------------------------------------------------------------------------------------------- |
| Графики недоступны из-за технических проблем. См. информацию на Фабрикаторе и на mediawiki.org. |
| Посевные площади под зерновые и зернобобовые по годам (тыс. га)                                 |
| Графики недоступны из-за технических проблем. См. информацию на Фабрикаторе и на mediawiki.org. |

### Картофель
Картофель — одна из важнейших сельскохозяйственных культур в стране. В отличие от большинства других видов продукции растениеводства, около 82,5 % картофеля производят личные хозяйства населения.
В 2020 году под картофель было занято 254 тыс. га посевных площадей — 20,9 тыс. га в сельскохозяйственных организациях, 14,8 тыс. га в фермерских хозяйствах и 218,4 тыс. га в хозяйствах населения. Больше всего посевных площадей занято картофелем в Минской (58,3 тыс. га) и Брестской (53,2 тыс. га) областях; в Гродненской области — 41,8 тыс. га, в Гомельской — 40,1 тыс. га, в Могилёвской — 32,7 тыс. га, в Витебской — 27,9 тыс. га. Под картофель занято 56,3 % посевных площадей в хозяйствах населения, 8,8 % в фермерских хозяйствах и всего 0,4 % земли в сельскохозяйственных организациях.
Посевы картофеля распространились на территории Беларуси в правление королей польских и великих князей литовских Августа III и Станислава Августа Понятовского (середина XVIII века). В XIX веке картофель стал важнейшей сельскохозяйственной культурой — он использовался как для продовольствия, компенсируя нехватку зерновых из-за их низкой урожайноссти, так и в качестве сырья для производства спирта. К 1913 году урожай картофеля (4 млн т) существенно превышал урожай зерновых (2,5 млн т), хотя урожайность картофеля была низкой (менее 90 ц/га). В 1965 году БССР производила 13,8 % картофеля в СССР, урожайность возросла до 121 ц/га. Площадь сельскохозяйственных земель, занятых под картофель, достигла пика в 1960 году (1028 тыс. га), после чего начала сокращаться, что в значительной степени связано с постепенным уменьшением использования картофеля в животноводстве. Тенденция продолжается и в настоящее время: за 2010—2016 годы посевные площади, засеянные картофелем, снизились с 371 до 294,6 тыс. га. Уменьшение посевных площадей отчасти компенсировалось повышением урожайности картофеля — с 104 ц/га в 1960 году до 205 ц/га в 2016 году (максимальная — 221 ц/га в 2008 году). Население потребляет лишь около 1,6—1,75 млн т картофеля в год, или 22—27 % валового сбора (данные за 2010-е годы). Остальной урожай перерабатывается, используется в животноводстве и экспортируется. В начале 2000-х годов примерно по 1/3 урожая картофеля направлялось на промышленную переработку и на корм животным.
В 2020 году было собрано 5231 тыс. т картофеля, из них 523 тыс. т (10 %) в крупных сельскохозяйственных организациях, 390 тыс. т (7,5 %) в фермерских хозяйствах, 4318 тыс. т (82,5 %) в личных хозяйствах населения. Статистика сбора картофеля хозяйствами населения по районам отсутствует. Концентрация посевов картофеля наиболее велика на юге Минской области, северо-востоке Брестской и востоке Гродненской областей.
В 2021 году Беларусь впервые импортирует картофель из других стран, в то время, как его уборка ещё продолжается (по словам заместителя министра сельского хозяйства Беларуси Игорь Брыло, сама Беларусь производит около 900 тысяч тонн картофеля в год и более 200 тысяч тонн экспортирует); это стало возможным благодаря высоким ценам на него — в начале сентября оптовые цены на картофель в Беларуси достигали $0,30 за кг и были выше, чем во всех остальных странах региона, кроме России (в Молдове, например, картофель продавался вдвое дешевле, в Украине — на 6—8 центов США за кг дешевле, а в Польше на 11—13 центов США дешевле, чем в Беларуси). По словам аналитиков, главной причиной высоких цен на картофель являются опасения относительно объёмов его производства в этом году: погодные условия не были благоприятными и картофельные поля страны ощутили негативные последствия засухи, которая привела к снижению урожайности картофеля и его качества..
| Сбор картофеля по годам (тыс. т)                                                                |
| ----------------------------------------------------------------------------------------------- |
| Графики недоступны из-за технических проблем. См. информацию на Фабрикаторе и на mediawiki.org. |

| Сбор картофеля по областям, тыс. т (2020 год)                                                   |
| ----------------------------------------------------------------------------------------------- |
| Графики недоступны из-за технических проблем. См. информацию на Фабрикаторе и на mediawiki.org. |

### Овощеводство
Больше всего площадей занято овощными культурами в Минской (14,4 тыс. га), Гомельской (12,2 тыс. га) и Брестской (11,9 тыс. га) областях. Всего в Беларуси овощи выращиваются на 59,3 тыс. га.
В 2020 году было всеми хозяйствами собрано 1751 тыс. т овощей (210 тыс. т, или 12 % крупными сельскохозяйственными организациями, 353 тыс. т или 20,2 % фермерскими хозяйствами и 1188 тыс. т или 67,8 % хозяйствами населения).
Больше всего овощей было собрано в 2020 году в Минской области — 445,1 тыс. т. В Брестской области было собрано 404,3 тыс. т, в Гомельской — 284,3 тыс. т, в Гродненской — 214,4 тыс. т, в Витебской — 203,2 тыс. т, в Могилёвской — 196,5 тыс. т. В Брестской области больше всего овощей собрали фермерские хозяйства, во всех остальных областях — хозяйства населения.

### Технические культуры

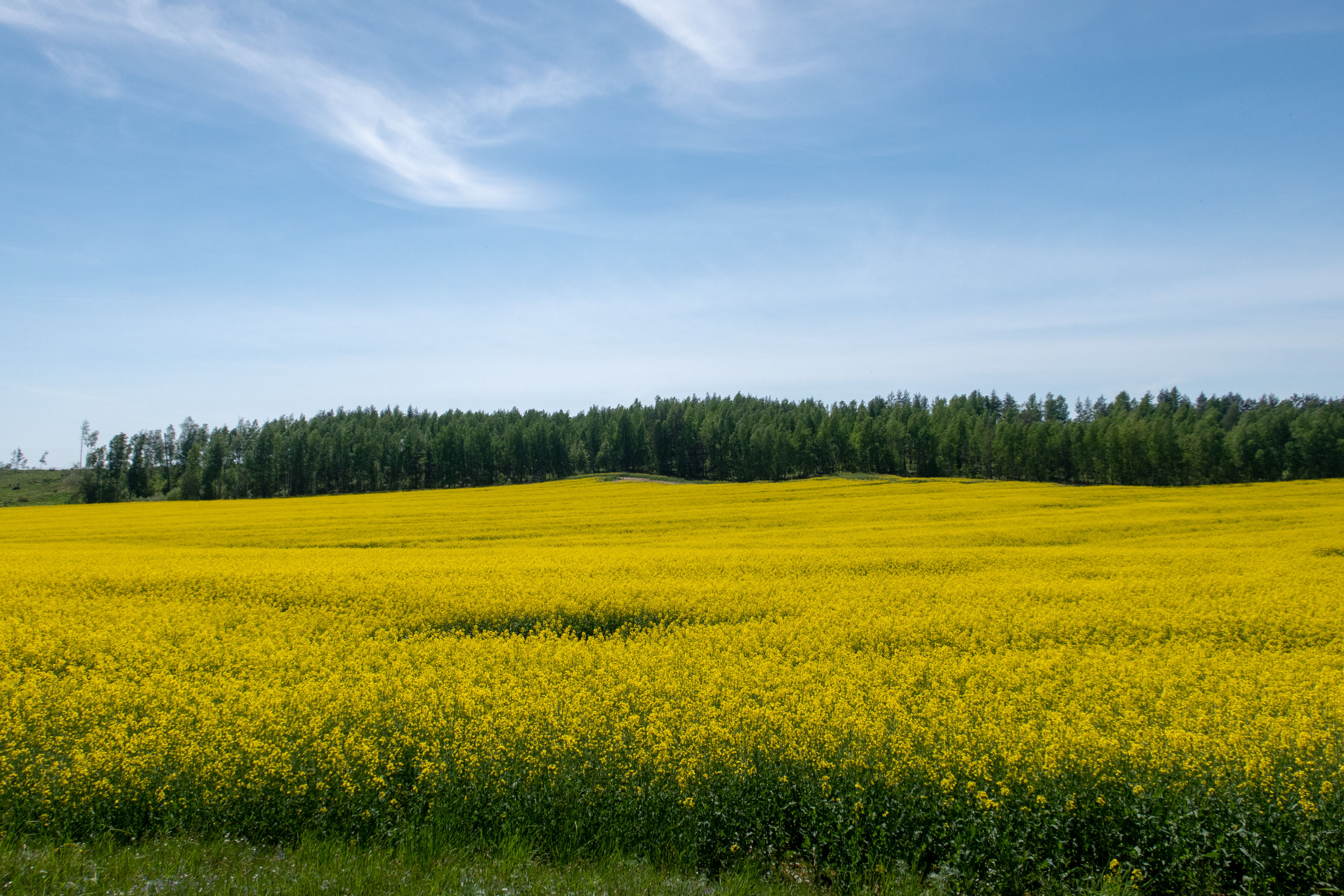
Рапсовое поле в Минском районе

#### Сахарная свёкла

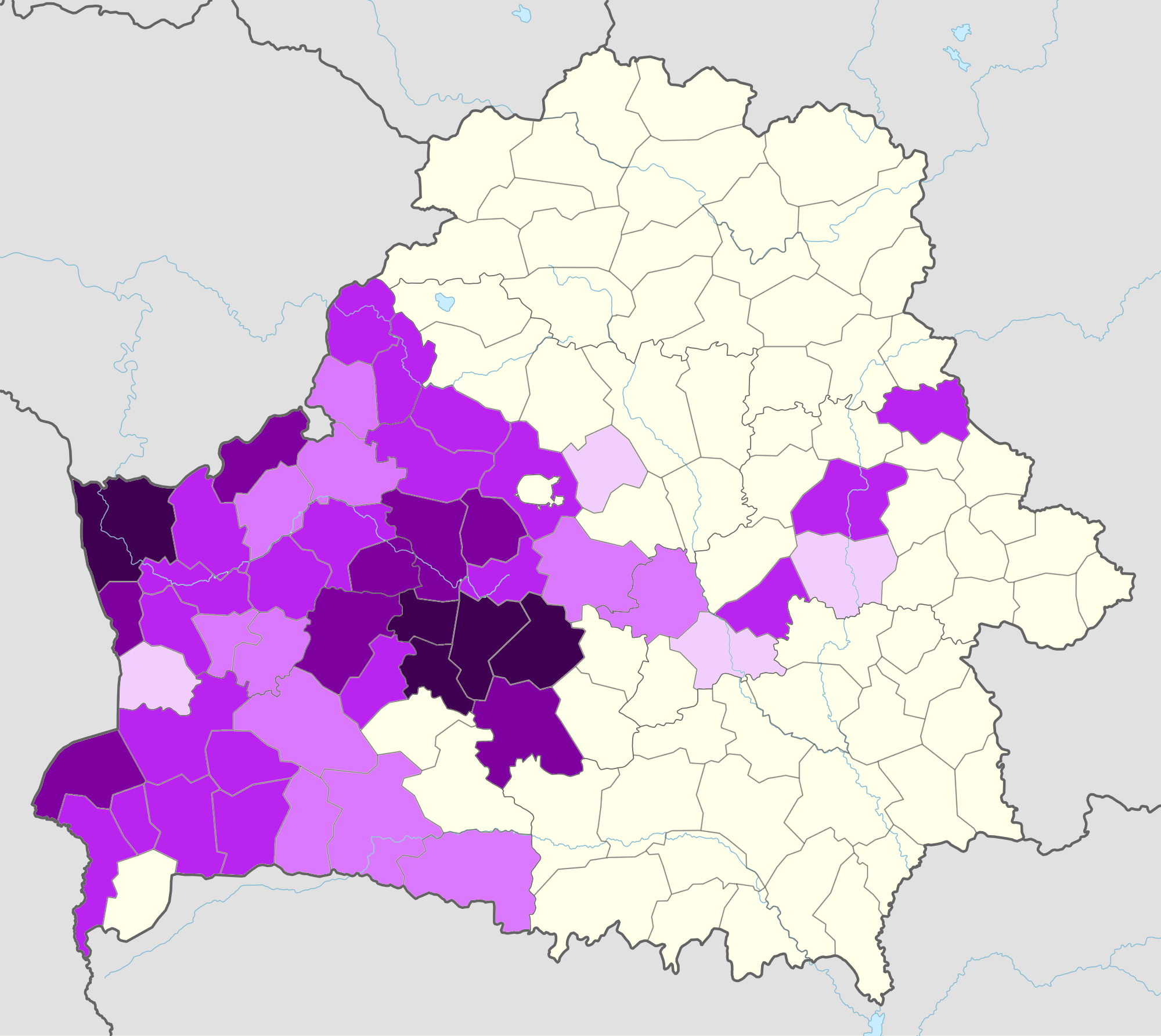
Сбор сахарной свёклы по районам
>200 тыс. т
100–200 тыс. т
50–100 тыс. т
20–50 тыс. т
<20 тыс. т
посевы отсутствуют

Сахарная свёкла — важная техническая культура, используемая для производства сахара. В 2000-е годы по ряду причин сократился импорт тростникового сырья для производства сахара (преимущественно из Кубы), что вынудило увеличить посевы свёклы примерно вдвое. В 1960-е — начале 2000-х годов под сахарную свёклу засевалось 45-60 тыс. га, но к 2005 году площадь посевов выросла до 100 тыс. га. В 2020 году под сахарную свёклу было засеяно 85 тыс. га, что составляет 1,5 % посевных площадей. Около 98 % сахарной свёклы выращивают крупные сельскохозяйственные организации, главный потребитель — четыре сахарных завода (Скидельский, Жабинковский, Городейский и Слуцкий). Посевы сахарной свёклы расположены недалеко от этих заводов, из-за чего 89 % посевов расположены в Брестской (17,5 тыс. га), Гродненской (25,9 тыс. га) и Минской (31,7 тыс. га) областях. Небольшие площади заняты свёклой в Могилёвской области (9,5 тыс. га), в Витебской и Гомельской областях эта культура не выращивается крупными организациями. Более 3 тыс. га засеяно сахарной свёклой в Барановичском, Гродненском, Кореличском, Копыльском, Несвижском и Слуцком районах. Урожайность сахарной свёклы существенно зависит от погодных условий, и с середины 2000-х находится на уровне 300—500 ц/га. Максимальная урожайность достигнута в 2017 году — 500 ц/га.
Статистика сбора сахарной свёклы по областям (2020 год):
- Брестская — 732 тыс. т (18 %) при урожайности 438 ц/га;
- Гродненская — 1331 тыс. т (33 %) при урожайности 514 ц/га;
- Минская — 1555 тыс. т (39 %) при урожайности 496 ц/га;
- Могилёвская — 393 тыс. т (10 %) при урожайности 427 ц/га.

Средняя рентабельность сахарной свёклы, реализованной крупными сельскохозяйственными организациями системы Министерства сельского хозяйства Республики Беларусь, в 2020 году составила −1,6 %.
| Сбор сахарной свёклы по годам (тыс. т)                                                          |
| ----------------------------------------------------------------------------------------------- |
| Графики недоступны из-за технических проблем. См. информацию на Фабрикаторе и на mediawiki.org. |

#### Льноводство

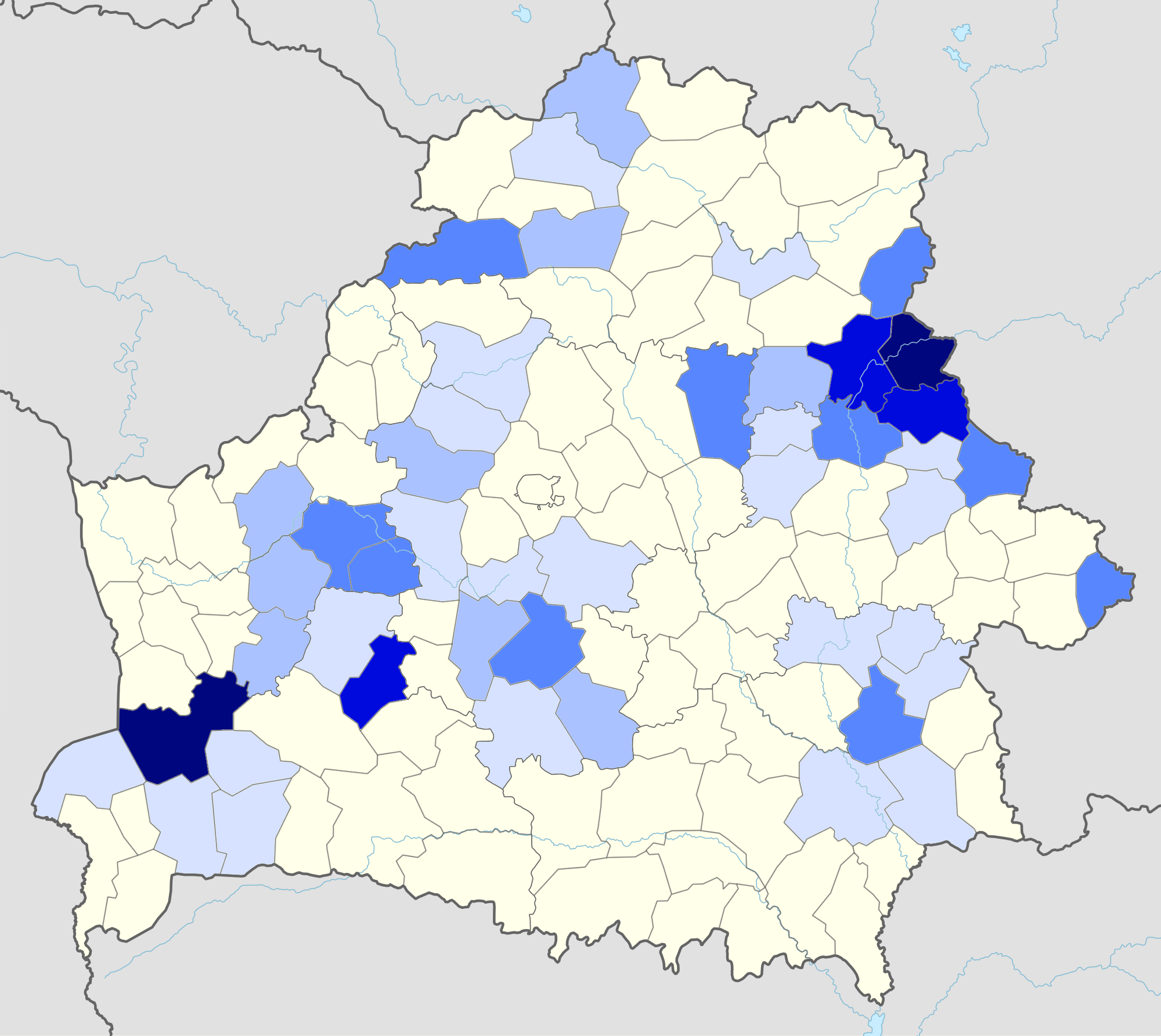
Сбор льноволокна по районам (2017 год)
>3 тыс. т
2-3 тыс. т
1-2 тыс. т
0,5-1 тыс. т
0,1-0,5 тыс. т
посевы незначительны или отсутствуют

Благодаря своему значению для производства одежды лён-долгунец был одной из первых сельскохозяйственных культур, которые начали выращиваться на территории страны в период перехода к производящему хозяйству (IV—III тысячелетия до н. э.). В Средние века лён был одной из важнейших сельскохозяйственных культур. В результате падения цен на зерно на европейском рынке, в XVIII веке в белорусских воеводствах Речи Посполитой развивалось экспортно-ориентированное льноводство (в меньшей степени развивалось возделывание других технических культур). После присоединения территории современной Республики Беларусь к Российской империи товарное значение льноводства уменьшилось. В 1913 году хозяйствами в белорусских губерниях было собрано 33 тыс. т льноволокна. В 1956 году достигла максимального уровня посевная площадь подо льном (340 тыс. га). В 1965 году хозяйства БССР собирали 23,8 % льноволокна в СССР.
Больше всего посевов льна — в северной части страны (Витебская область, северные районы Гродненской, Минской, Могилёвской областей), где наиболее подходящие для выращивания льна климатические и почвенные условия. В настоящее время первичная обработка льна производится на небольших льнозаводах, а изготовление тканей и готовых изделий из льна — на Оршанском льнокомбинате.
Средняя рентабельность льноволокна, реализованного крупными сельскохозяйственными организациями системы Министерства сельского хозяйства Республики Беларусь, в 2020 году составила −12,9 %; рентабельность льнотресты была ещё ниже и составила −44,6 %.
| Сбор льноволокна по годам (тыс. т)                                                              |
| ----------------------------------------------------------------------------------------------- |
| Графики недоступны из-за технических проблем. См. информацию на Фабрикаторе и на mediawiki.org. |
| Посевные площади под лён по годам (тыс. га)                                                     |
| Графики недоступны из-за технических проблем. См. информацию на Фабрикаторе и на mediawiki.org. |
| Урожайность льноволокна по годам (ц/га)                                                         |
| Графики недоступны из-за технических проблем. См. информацию на Фабрикаторе и на mediawiki.org. |

### Кормовые культуры
По мере роста поголовья сельскохозяйственных животных и перехода к интенсивному животноводству в стране возросла роль кормовых культур, которые используются на корм скоту (как правило, после силосования). В 2010-е годы самой популярной кормовой культурой стала кукуруза на корм, почти полностью вытеснившая корнеплодные культуры. В 2020 году хозяйства всех категорий собрали 255 тыс. т корнеплодных кормовых культур и 23 414 тыс. т кукурузы на корм. При этом крупные организации собрали 99,4 % кукурузы на корм и всего 2,4 % корнеплодных культур. В 2020 году в крупных организациях было засеяно кормовыми культурами 2477 тыс. га (96,4 %), в фермерских хозяйствах — 35 тыс. га (1,4 %), в личных хозяйствах населения — 58 тыс. га (2,2 %).
Зерновые культуры фуражного качества, используемые для переработки на комбикорм (в том числе кукуруза на зерно), не относятся к кормовым культурам.
Нехватку некоторых ценных культур белорусские животноводческие предприятия и производители комбикормов компенсируют импортом подсолнечного и соевого шрота (последний — преимущественно из Аргентины — 245 из 307 тыс. т за неполный 2017 год). Выращиванием сои занимаются несколько хозяйств в Брестской области, но развитие этого направления сдерживается невысокой урожайностью, недостаточным количеством сортов и трудностями при сборе низко расположенных бобов.
| Посевы кормовых культур по годам (тыс. га)                                                      |
| ----------------------------------------------------------------------------------------------- |
| Графики недоступны из-за технических проблем. См. информацию на Фабрикаторе и на mediawiki.org. |

### Прочие культуры
Табак
В 2004 году Гродненский аграрный университет организовал опытные посевы табака, однако из-за особенностей климата его качество оказалось неудовлетворительным для промышленного использования.

## Животноводство
| Рентабельность реализованной продукции, в процентах | Рентабельность реализованной продукции, в процентах | Рентабельность реализованной продукции, в процентах | Рентабельность реализованной продукции, в процентах | Рентабельность реализованной продукции, в процентах | Рентабельность реализованной продукции, в процентах | Рентабельность реализованной продукции, в процентах |
| Продукция                                           | 2015                                                | 2016                                                | 2017                                                | 2018                                                | 2019                                                | 2020                                                |
| --------------------------------------------------- | --------------------------------------------------- | --------------------------------------------------- | --------------------------------------------------- | --------------------------------------------------- | --------------------------------------------------- | --------------------------------------------------- |
| Мясо круп. рог. скота                               | -33,7                                               | -36,7                                               | -35,8                                               | -37,9                                               | -42,9                                               | -43,5                                               |
| Мясо свиней                                         | 2                                                   | -1,6                                                | 5,5                                                 | -4,1                                                | -2,9                                                | -8,3                                                |
| Мясо птицы                                          | 4,3                                                 | 8,3                                                 | 4,9                                                 | 4,8                                                 | 8                                                   | 2,4                                                 |
| Мясо овец                                           | -44,5                                               | -58,7                                               | -68,2                                               | -69,8                                               | -72,8                                               | -41,3                                               |
| Молоко                                              | 14,6                                                | 18,6                                                | 28,3                                                | 25,9                                                | 27,4                                                | 31,4                                                |
| Яйца                                                | 12                                                  | 16,2                                                | 8,1                                                 | 4,5                                                 | 3,7                                                 | 7                                                   |
| Животноводство в целом                              | -2,2                                                | -1,4                                                | 4,3                                                 | 0,6                                                 | -0,1                                                | 1                                                   |

Республика Беларусь находится на первом месте по производству мяса (в убойном весе) и молока на душу населения среди стран СНГ. Так, в 2015 году производство мяса скота и птицы в убойном весе в Беларуси (121 кг) примерно вдвое превысило аналогичный показатель в России (65 кг), Украине (54 кг), Казахстане (53 кг). Молока на душу населения производится 752 кг (2016 год), в Казахстане — 299 кг (только коровье молоко), России — 209 кг, Украине — 244 кг.
По совокупному поголовью коров Беларусь незначительно превосходит Таджикистан и Азербайджан, в 1,5 раза уступает Казахстану и Украине, в 5,5 раз — России. Поголовье свиней в мусульманских странах СНГ традиционно невысокое; в Республике Беларусь оно в 2,5 раза ниже, чем на Украине и в 6 раз ниже, чем в России. Поголовье овец и коз в Беларуси по сравнению со странами СНГ очень низкое, в десятки уступает аналогичному уровню в Таджикистане и Кыргызстане и более чем в 100 раз ниже, чем в Казахстане. По поголовью свиней Беларусь в 7 раз уступает Германии и более чем в 100 раз — Китаю.
В хозяйствах всех видов содержалось (2014) 260,1 тыс. кроликов (абсолютное большинство — в личных хозяйствах).
|                                                                      |                                                     |                                                    |
| Поголовье крупного рогатого скота (2018) (без учёта личных хозяйств) | Поголовье свиней (2018) (без учёта личных хозяйств) | Поголовье птицы (2018) (без учёта личных хозяйств) |

### Разведение крупного рогатого скота
| Поголовье крупного рогатого скота (тыс. голов), в том числе коров (жёлтый) |
| -------------------------------------------------------------------------- |
|                                                                            |

#### Производство говядины
Производство говядины в 2010-е годы колеблется на уровне 500—600 тыс. т в год:
| Год  | Всего (тыс. т) (в живом весе) | Крупными с/х организациями | Фермерскими хозяйствами | Хозяйствами населения |
| ---- | ----------------------------- | -------------------------- | ----------------------- | --------------------- |
| 2010 | 533                           | 495                        | <1                      | 37                    |
| 2011 | 516                           | 484                        | <1                      | 32                    |
| 2012 | 508                           | 485                        | 1                       | 21                    |
| 2013 | 554                           | 535                        | 2                       | 17                    |
| 2014 | 519                           | 502                        | 3                       | 14                    |
| 2015 | 591                           | 575                        | 4                       | 12                    |
| 2016 | 568                           | 554                        | 3                       | 11                    |
| 2017 | 523                           | 510                        | 3                       | 10                    |
| 2018 | 543                           | 531                        | 3                       | 9                     |
| 2019 | 548                           | 537                        | 4                       | 7                     |
| 2020 | 566                           | 556                        | 3                       | 7                     |

В 2012 году А. Лукашенко поручил организовать производство мраморной говядины («нормального мяса»). В 2018 году для внутреннего потребления было переработано около 3 тысяч тонн мраморной говядины (менее 0,6 % от общего объёма производства говядины).
С 2013 года производство мяса крупного рогатого скота (говядины) является нерентабельным для крупных сельскохозяйственных организаций. По итогам 2020 года рентабельность реализованной продукции по говядине составила в среднем −43,5 %.

#### Молочное хозяйство

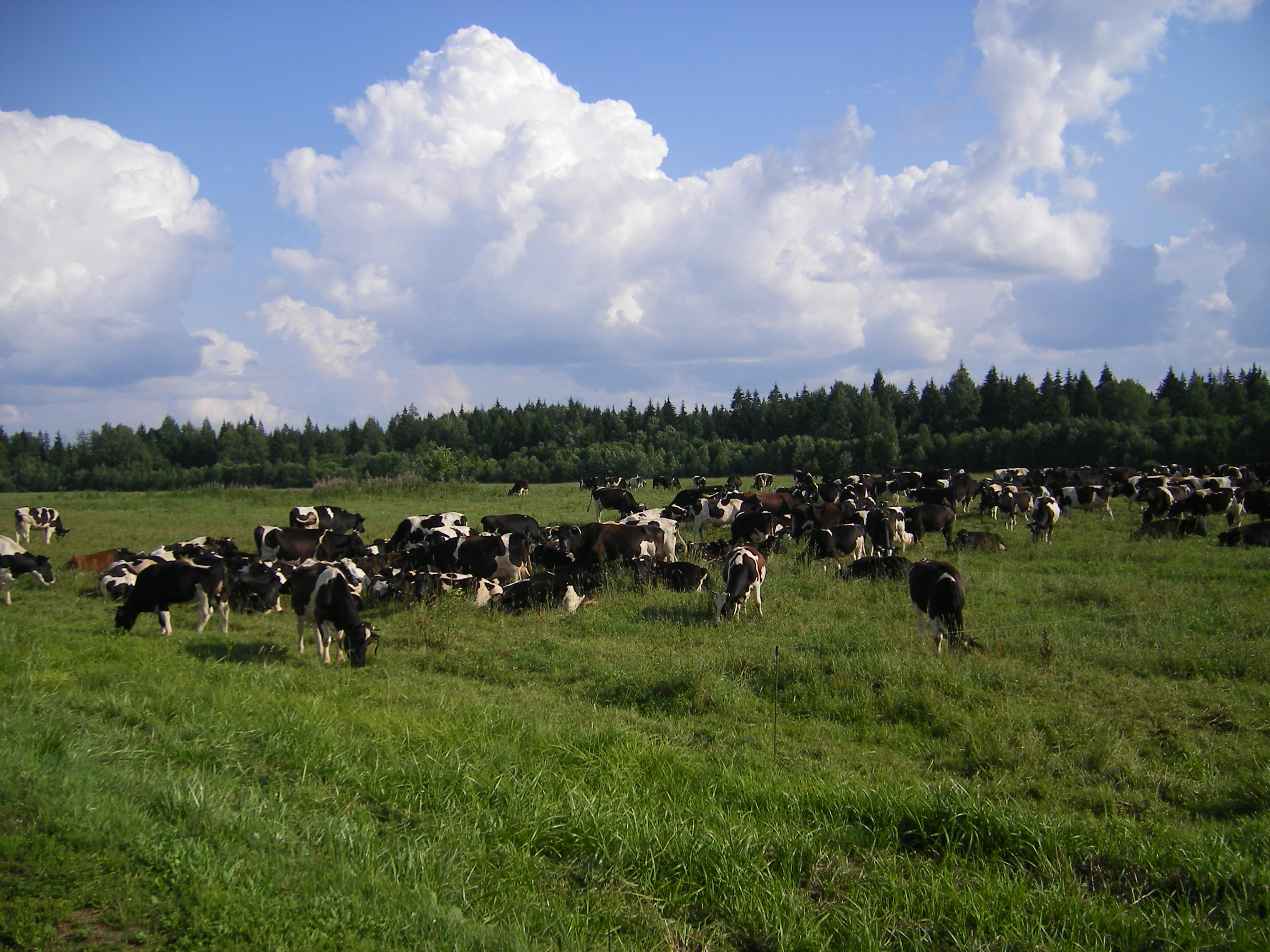
Коровы на пастбище. Шумилинский район

Производство молока для последующей переработки отличается высокой рентабельностью. В 2020 году рентабельность реализации молока по организации Министерства сельского хозяйства и продовольствия Республики Беларусь составила в среднем 31,4 %. В 2012—2019 годах рентабельность этого направления варьировалась от 9 % до 28,3 %.
По состоянию на 2020 год, по производству молока лидируют Гродненский, Каменецкий, Пинский, Пружанский и Слуцкий районы (более 150 тыс. тонн в каждом).
Средний удой молока от коровы вырос с 3685 кг в 2005 году до 5310 кг в 2020 году. В хозяйствах Брестского, Жабинковского, Ивановского, Каменецкого, Мозырского, Берестовицкого, Гродненского, Щучинского, Дзержинского, Минского, Несвижского и Смолевичского районов удой молока превышает 7000 кг, причём в Гродненском районе он достиг 8830 кг (2020 год). В то же время, в нескольких районах Витебской и Могилёвской области средний удой молока ниже 3000 кг.
| | |
| Производство молока по районам (без фермерских и личных хозяйств, 2013 год). >100 тыс. т 80—100 тыс. т 60—80 тыс. т 40—60 тыс. т 20—40 тыс. т <20 тыс. т | Средние надои молока по районам (2013 год). >5500 кг с коровы в год 4450—5500 4000—4450 3500—4000 <3500 |

| Производство молока по годам во всех категориях хозяйств:                                       |
| ----------------------------------------------------------------------------------------------- |
| Графики недоступны из-за технических проблем. См. информацию на Фабрикаторе и на mediawiki.org. |

| Производство молока по областям, тыс. т (2020 год)                                              |
| ----------------------------------------------------------------------------------------------- |
| Графики недоступны из-за технических проблем. См. информацию на Фабрикаторе и на mediawiki.org. |

### Птицеводство
| Поголовье птицы в Республике Беларусь (млн. голов) |
| -------------------------------------------------- |
|                                                    |

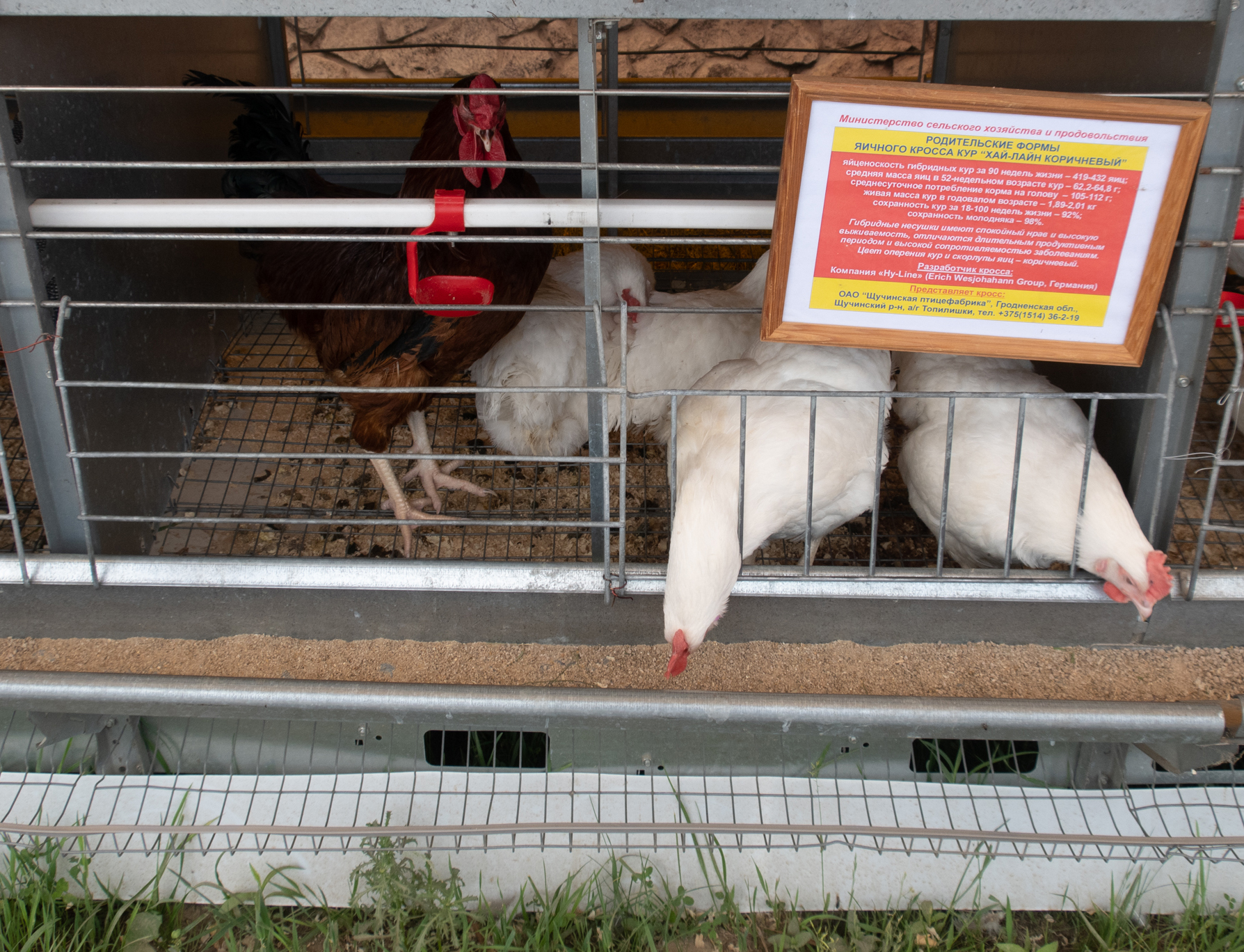
Петух и несколько кур (родительские формы) яичного кросса «хай-лайн коричневый» Щучинской птицефабрики на выставке «Белагро-2019»

Производство мяса птицы и яиц в Республике Беларусь характеризуется устойчивой положительной рентабельностью, что выгодно отличает птицеводство от производства свинины и говядины. В 2020 году рентабельность птицеводческих предприятий составила в среднем 2,4 % по мясу птицы и 7 % по яйцам, причём за 2012—2020 гг. эти показатели не опускались ниже 2 %.
В белорусских хозяйствах всех видов содержалось (2014) 45,7 млн голов птицы всех видов (40 млн в сельскохозяйственных организациях, 5,6 млн в личных хозяйствах). К 2021 году численность голов птицы выросла до 47,5 млн (43 млн в сельскохозяйственных организациях и 4,4 млн в личных хозяйствах). По поголовью птицы лидирует Минская область — 11,6 млн. В остальных областях поголовье птицы колеблется от 6 до 8 млн голов. В нескольких районах поголовье птицы в сельскохозяйственных организациях превышает 3 млн: в Барановичском — 4,7 млн, Витебском — 3 млн, Гродненском — 4,2 млн, Дзержинском — 3,6 млн, Минском — 3,2 млн, Могилёвском — 5,4 млн.
В 2015—19 гг. были введены в эксплуатацию крупные птицефабрики на 562 тыс. кур-несушек в сумме. В 2014—2020 годах было построено несколько птицефабрик мясного направления общей мощностью 18,6 млн голов в год.
Параллельно с ростом поголовья птицы в 2010-е годы существенно выросла её реализация на убой:
| Год  | Всего (тыс. т) | Δ      | Крупными с/х организациями | Фермерами | Хозяйствами населения |
| ---- | -------------- | ------ | -------------------------- | --------- | --------------------- |
| 2010 | 347            |        | 338                        | 3         | 6                     |
| 2011 | 400            | +15%   | 386                        | 3         | 12                    |
| 2012 | 470            | +17,5% | 457                        | 3         | 11                    |
| 2013 | 510            | +8,5%  | 497                        | 3         | 10                    |
| 2014 | 563            | +10,5% | 548                        | 3         | 12                    |
| 2015 | 603            | +7%    | 589                        | 3         | 12                    |
| 2016 | 617            | +2%    | 603                        | 3         | 11                    |
| 2017 | 651            | +5,5%  | 638                        | 3         | 11                    |
| 2018 | 685            | +5,2%  | 671                        | 4         | 10                    |
| 2019 | 700            | +2,2%  | 687                        | 4         | 9                     |
| 2020 | 694            | -0,9%  | 682                        | 4         | 8                     |

Производство яиц
В 2020 году хозяйства всех категорий Республики Беларусь произвели 3495 млн яиц, в том числе 2895 млн произвели крупные сельскохозяйственные организации, 792 млн. — личные хозяйства населения, 8 млн. — фермерские хозяйства. Больше всего яиц произвели хозяйства Минской области (1243 млн, или 35 %). В хозяйствах Брестской области было произведено 571 млн яиц, в остальных областях — 300—470 млн.

### Свиноводство

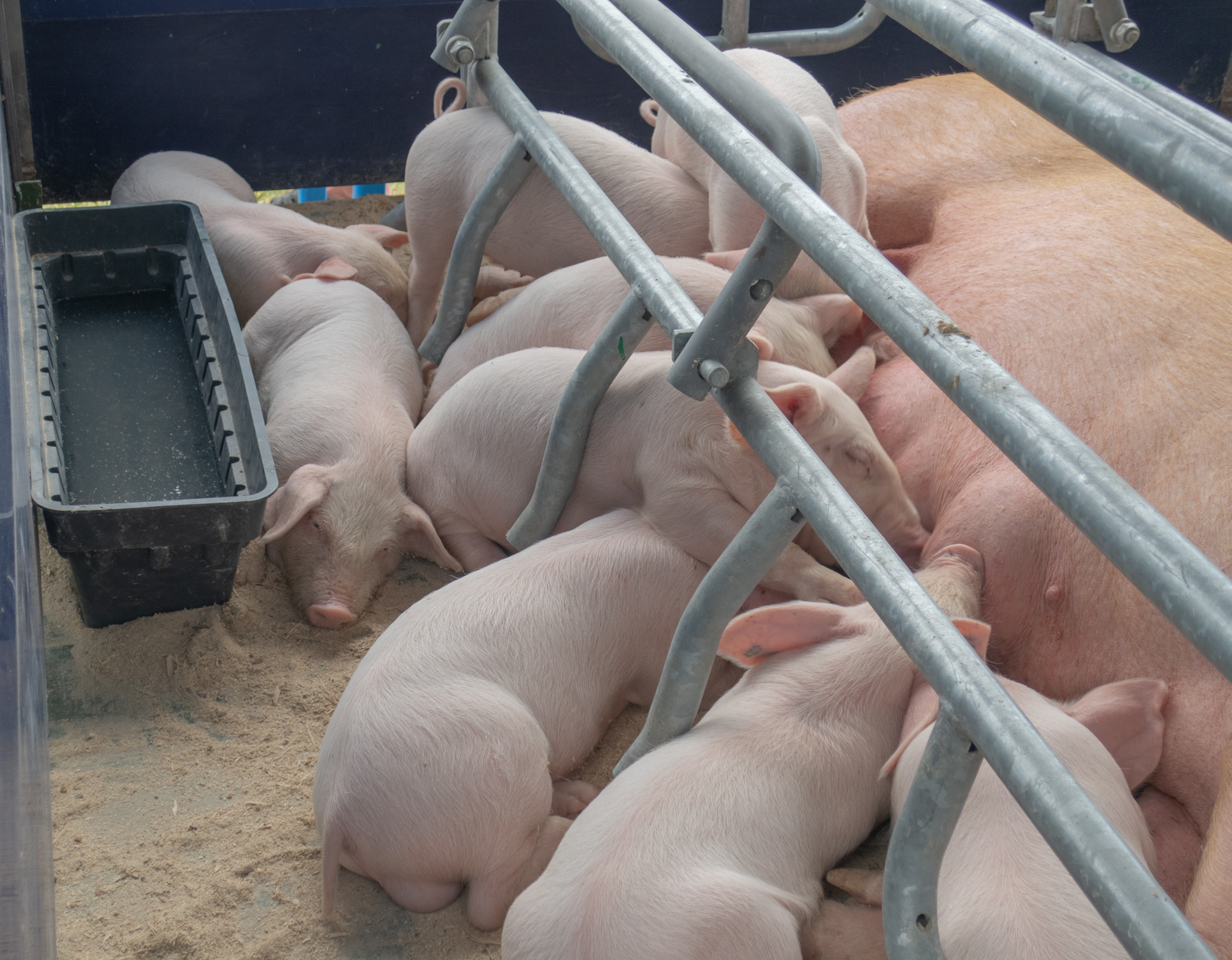
Поросята и свиноматка (справа) белорусской мясной породы

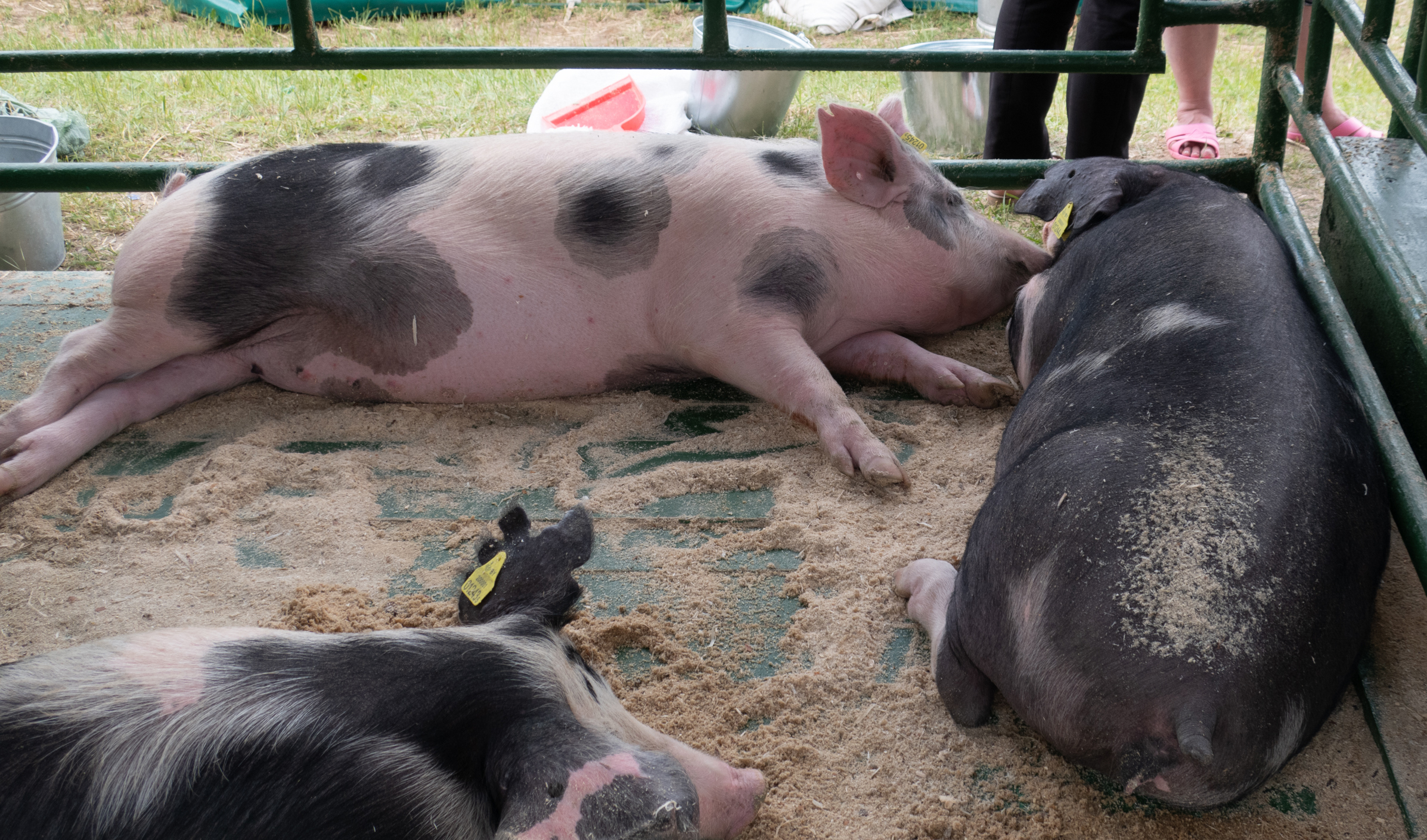
Свиньи белорусской чёрно-пёстрой породы

Производство свинины в Республике Беларусь характеризуется неустойчивой рентабельностью: за 2012—2020 гг. этот показатель в разные годы варьировался от −8,3 % (2020 год) до +19,4 % (2012 год). В 2020 году рентабельность реализации свинины сельскохозяйственными организациями составила −8,3 %.
По состоянию на 1 января 2021 года в хозяйствах всех категорий насчитывалось 2872 тыс. свиней. 2558 тыс. из них содержалось в сельскохозяйственных организациях, 26,1 тыс. в фермерских хозяйствах и 288 тыс. в личных хозяйствах населения. В 2021 году больше всего свиней содержалось в Минской (755,7 тыс.) и Гродненской областях (657,8 тыс.), меньше всего — в Витебской (448,8 тыс.), Брестской (444 тыс.), Гомельской (388,9 тыс.) и Могилёвской областях (176,3). В нескольких районах свиней более 100 тыс. голов — Каменецком (118,3 тыс.), Гродненском (118,5 тыс.), Щучинском (109,9 тыс.) и Молодечненском (113 тыс.).
В 2014—20 годах в республике ежегодно вводилось в эксплуатацию помещений для содержания свиней на 37—207 тыс. мест (в сумме — 657 тыс. мест).
На динамику реализации свинины на убой оказала негативное влияние эпизоотия африканской чумы свиней (см. ниже):
| Год  | Всего (тыс. т) (в живом весе) | Δ     | Крупными с/х организациями | Фермерами | Хозяйствами населения |
| ---- | ----------------------------- | ----- | -------------------------- | --------- | --------------------- |
| 2010 | 512                           |       | 380                        | 4         | 128                   |
| 2011 | 540                           | +5,5% | 411                        | 4         | 125                   |
| 2012 | 573                           | +6%   | 434                        | 4         | 136                   |
| 2013 | 599                           | +4,5% | 460                        | 4         | 135                   |
| 2014 | 460                           | -23%  | 386                        | 4         | 71                    |
| 2015 | 460                           | н/и   | 390                        | 4         | 66                    |
| 2016 | 486                           | +5,5% | 416                        | 4         | 66                    |
| 2017 | 496                           | +2%   | 431                        | 4         | 61                    |
| 2018 | 495                           | -0,2% | 435                        | 4         | 57                    |
| 2019 | 472                           | -4,6% | 415                        | 4         | 53                    |
| 2020 | 495                           | +4,9% | 443                        | 5         | 47                    |

Эпизоотии АЧС
16-18 февраля 2012 года в деревне Незнаново (Новогрудский район Гродненской области) органы ветеринарного надзора изъяли у местных жителей и уничтожили всё поголовье свиней. Ряд обстоятельств указывал на то, что в деревне могла произойти вспышка африканской чумы свиней. В Министерстве сельского хозяйства и продовольствия Беларуси эту информацию опровергли, назвав произошедшие события учениями. Однако версия Минсельхозпрода в независимой прессе была подвергнута сомнению по ряду признаков. Не располагая достоверной информацией о случившемся, 29 февраля Государственная ветеринарная и фитосанитарная служба Украины ввела запрет на импорт свинины, других восприимчивых к болезни животных и продукции из них из Беларуси, указывая на то, что «существует вероятность того, что случай в с. Незнаново обусловлен заносом возбудителя африканской чумы свиней в Республику Беларусь».
Летом 2013 года в Беларуси вновь была зафиксирована вспышка африканской чумы свиней. По официальной информации, впервые заболевание было выявлено в деревне Чапунь Лелюкинского сельсовета Ивьевского района Гродненской области. Вследствие этого в угрожаемой зоне в четырёх соседних районах — Кореличском, Новогрудском, Столбцовском и Воложинском — началось уничтожение всего поголовья свиней. По предварительным данным, источником инфекции стал импортный комбикорм. Вскоре второй очаг заболевания был зарегистрирован в деревне Копти Витебского района. К концу июля ограничения для белорусской свинины ввели все соседи Беларуси — Латвия, Литва, Польша, Россия и Украина. Соседняя Литва объявила о том, что с 23 июля все люди, пересекающие её границу со стороны Беларуси, будут подвергаться принудительной дезинфекции. Кроме того, в Литве и Польше были объявлены планы строительства многокилометровых заграждений для предотвращения попадания АЧС посредством диких кабанов.

### Овцеводство
|  |

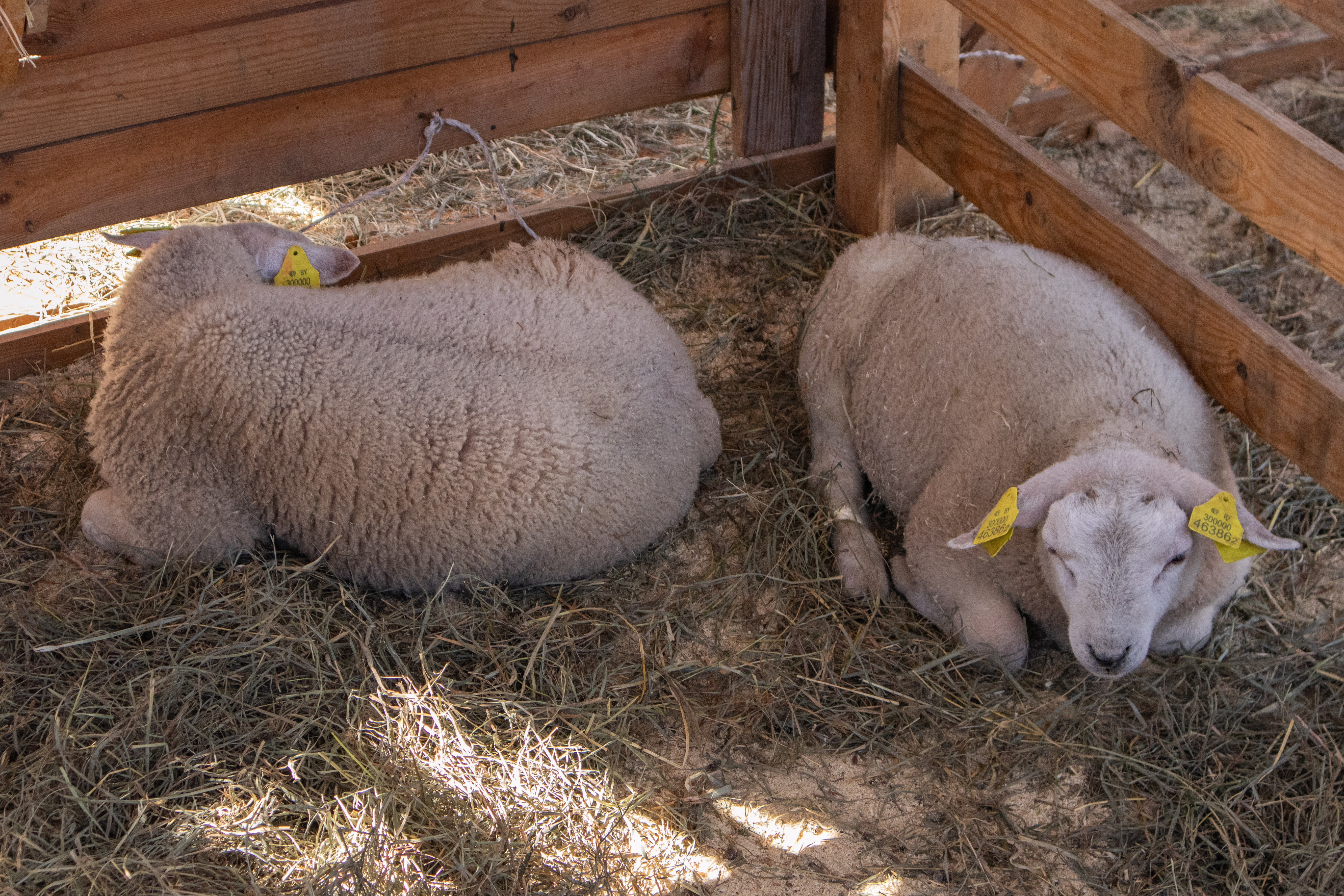
Овцы породы тексель на выставке «Белагро-2021»

Исторически производство шерсти было важной отраслью сельского хозяйства, однако с середины XX века поголовье овец начало быстро сокращаться.
В 2010-е годы поголовье овец начало расти — с минимума в 51,8 тыс. в 2011 году до 89,3 тыс. в 2021 году. Вдвое выросло поголовье овец в крупных сельскохозяйственных организациях (с 6 до 13,6 тыс.), в пять раз — в фермерских хозяйствах (с 4,1 до 20,4 тыс.), почти на 32 % в личных хозяйствах населения (с 42 до 55,3 тыс.). Изменилась и доля хозяйств разных категорий: с 10,8 % до 15,2 % выросла доля крупных сельскохозяйственных организаций, с 7,9 % до 22,8 % — доля фермерских хозяйств, в то время как доля личных хозяйств населения сократилась с 81,3 % до 61,9 %.
Достигнув локального пика в 2018 году (89,9 тыс.), поголовье овец немного сократилось (до 89,3 тыс. на 1 января 2021 года).
Белорусское овцеводство чрезвычайно убыточно. В 2018 году средняя рентабельность баранины, реализованной сельскохозяйственными предприятиями (без учёта фермеров и личных хозяйств населения), составила −69,8 %, причём за 2012—2018 годы этот показатель упал почти в 7 раз, с −10,8 % в 2012 году.

### Разведение коз
Поголовье коз в Беларуси невелико и составляет 59 тыс., по состоянию на 1 января 2021 года. Все козы содержатся в личных и фермерских хозяйствах (57 тыс. и 1,7 тыс., соответственно).

### Разведение лошадей

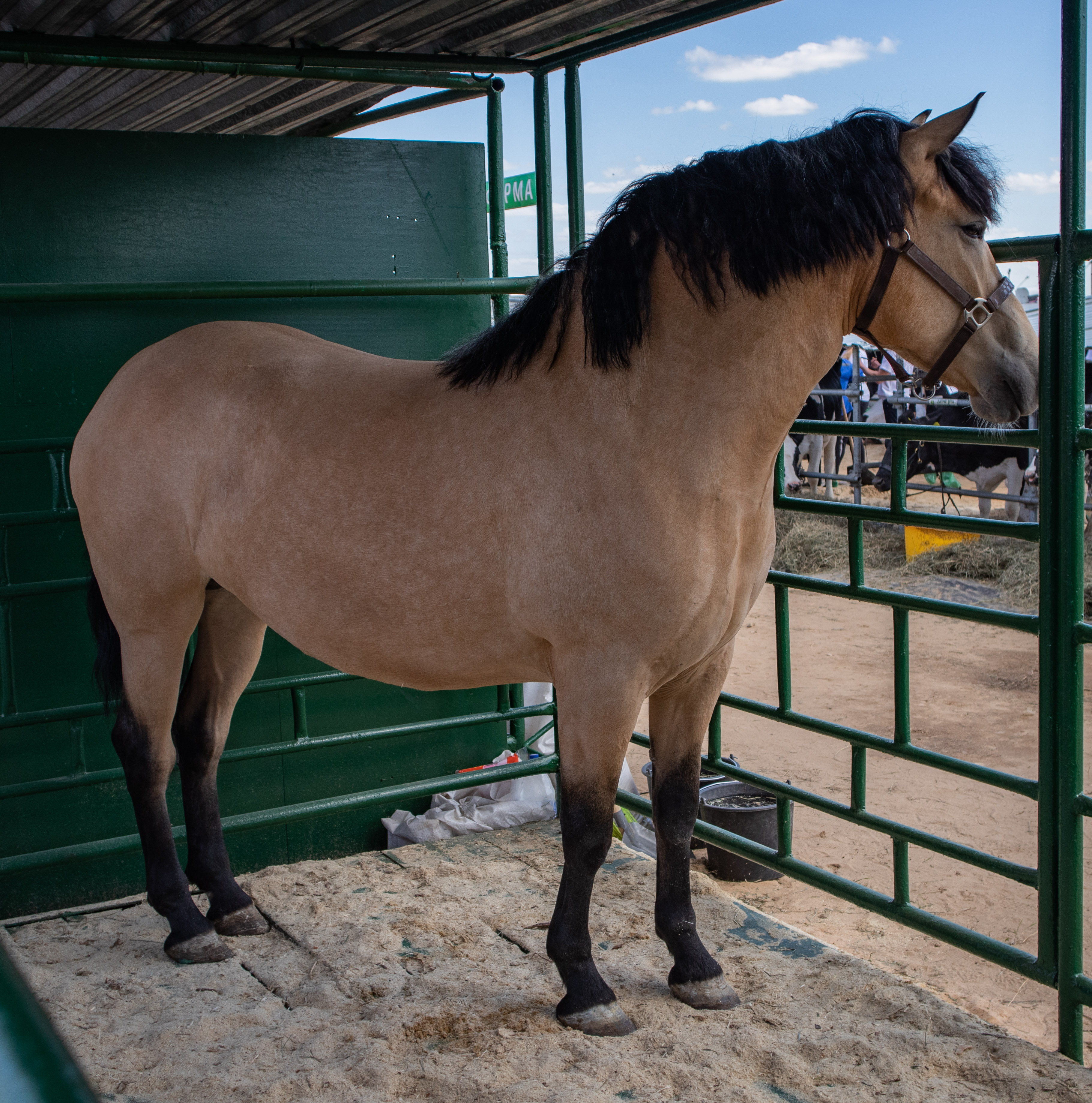
Племенная кобыла белорусской упряжной породы

Из-за механизации сельского хозяйства поголовье лошадей в хозяйствах всех категорий продолжает сокращаться: с 217 тыс. в 1991 и 2001 годах до 34 тыс. в 2021 году (ок. 13 тыс. лошадей в крупных сельскохозяйственных организациях, 1 тыс. лошадей в фермерских хозяйствах и 19 тыс. лошадей в хозяйствах населения). При этом в 1941 году в БССР было 1170 тыс. лошадей.

## Звероводство
Также в республике развито клеточное звероводство: 203,5 тыс. голов (на 1 января 2010), из которых более 99 % (200,6 тыс. голов) — норки, остальные лисицы (1,7 тыс. голов) и песцы (1,2 тыс. голов). Произведено (2009) 852,0 тыс. шкурок норки, 5,5 тыс. шкурок песца, 2,6 тыс. шкурок лисицы.
Производство шкурок уже в 2008 году превысило советские показатели, но значительная часть оборудования отрасли полностью изношена, механизация затруднена, очень велика доля ручного труда.

## Пчеловодство
В белорусских хозяйствах содержалось (2014) 217,1 тыс. пчелосемей (абсолютное большинство — в личных хозяйствах).

## Статистика
По данным Продовольственной и сельскохозяйственной организации ООН (ФАО), Беларусь находится на втором месте в мире после Польши по количеству площадей, засеянных тритикале (516,6 тыс. га), и на четвёртом месте по его сбору (1,78 млн тонн против 2 млн во Франции, 2,5 млн в Германии и 5,2 млн в Польше).
Страна находится на пятом месте в мире по количеству площадей под рожью (448 тыс. га) и на четвёртом месте в мире по её сбору (1,2 млн тонн против 4,3 млн в России и Германии и 3,7 млн в Польше).
По данным Национального статистического комитета Республики Беларусь (Белстат), в 2012 году страна занимала второе место в мире по производству льноволокна, третье — по сбору клюквы, пятое — по ржи и тритикале, 13-е — по сахарной свёкле, 14-е — по овсу, 15-е — по семенам рапса, 17-е — по клубнике.
Средняя урожайность в белорусском сельском хозяйстве, как правило, находится на приблизительно одинаковом уровне с урожайностью в соседних странах. По урожайности зерновых Беларусь значительно (почти втрое) превосходит Казахстан, незначительно — Россию и Азербайджан, находится на одном уровне с Арменией, но уступает Украине. Однако, Беларусь значительно уступает в урожайности в сравнении со странами Западной Европы и США (а в ряде случаев — и со странами Латинской Америки и Азии).
Урожайность картофеля в Беларуси выше, чем в России и на Украине (но втрое ниже аналогичного уровня в США).
По уровню урожайности кукурузы страна находится на шестом месте с конца в Европе, урожайность ржи и ячменя в 2—3 раза ниже аналогичного уровня Великобритании, Германии, Швеции, Франции, Бельгии, Нидерландов.
Статистические показатели
Общие показатели:
- Производство некоторых видов сельскохозяйственной продукции на душу населения, в килограммах[82][170][171]:

| Вид продукции | 1989 | 1995 | 2000 | 2005 | 2008 | 2009 | 2010 | 2011 | 2012 | 2013 | 2014 | 2015 | 2016 | 2017 | 2018 | 2019 | 2020 |
| ------------- | ---- | ---- | ---- | ---- | ---- | ---- | ---- | ---- | ---- | ---- | ---- | ---- | ---- | ---- | ---- | ---- | ---- |
| Картофель     | 1082 | 932  | 871  | 837  | 904  | 737  | 825  | 755  | 730  | 625  | 665  | 634  | 632  | 678  | 621  | 648  | 558  |
| Зерно         | 720  | 540  | 485  | 657  | 931  | 881  | 737  | 884  | 975  | 803  | 1012 | 915  | 788  | 845  | 652  | 778  | 935  |
| Овощи         | 87   | 101  | 138  | 205  | 237  | 239  | 246  | 209  | н/д  | н/д  | 184  | 178  | 200  | 207  | 185  | 197  | 187  |
| Мясо          | 116  | 64   | 60   | 79   | 87   | 95   | 102  | 108  | 115  | 124  | 114  | 121  | 124  | 128  | 130  | 132  | 137  |
| Молоко        | 723  | 497  | 449  | 581  | 643  | 681  | 698  | 687  | 715  | 701  | 709  | 745  | 754  | 774  | 778  | 785  | 828  |
| Яйца (штук)   | 354  | 331  | 329  | 317  | 342  | 355  | 373  | 396  | н/д  | н/д  | 408  | 396  | 382  | 372  | 356  | 373  | 373  |

Республика Беларусь находится на первом месте по производству картофеля, мяса (в убойном весе) и молока на душу населения среди стран СНГ и на третьем — по сбору зерна (всех видов, без зернобобовых) на душу населения, после Казахстана и Украины. По первым трём показателям страна немного превосходит Польшу, Литву и Латвию, но по сбору зерновых на душу населения вдвое уступает Литве и незначительно — Латвии.
По производству яиц на душу населения Беларусь незначительно уступает Украине, но в 1,5 раза превосходит Россию.
- Поголовье скота, различных животных и птиц:

В 2021 году во всех типах хозяйств Республики Беларусь насчитывалось 1485 тыс. коров (в 1991 — 2362 тыс., в 1981 — 2738 тыс.), 89 тыс. овец (в 1991 — 403 тыс., в 1961 — 1151 тыс., в 1941 — 2539 тыс.), 59 тыс. коз, 34 тыс. лошадей (в 1991 — 217 тыс., в 1961 — 519 тыс., в 1941 — 1170 тыс.). Поголовье свиней в 2014 году резко сократилось по сравнению с началом 2013 года из-за эпидемии африканской чумы свиней — с 4243 до 3267 тыс. и продолжило снижаться до 2872 тыс. в 2021 году (в 1991 году поголовье свиней составляло 5051 тыс.).
В хозяйствах населения содержатся 10 % свиней от общего поголовья в стране, 57,1 % лошадей, 61,9 % овец, 96,6 % коз и всего 3,4 % коров. На сельскохозяйственные организации приходится 89 % поголовья свиней и 97,9 % крупного рогатого скота (включая коров). При этом в 2014 году из-за эпидемии африканской чумы свиней, когда начался массовый забой этих животных ветеринарно-эпидемиологическими органами, поголовье свиней в личных хозяйствах упало почти вдвое — с 883 до 470 тыс.

### Показатели урожайности
- Средняя урожайность зерновых, ц/га (данные Белстата[4][179][180][109], БСЭ[181] и энциклопедии «Республика Беларусь»[182][183]):

|  |

- Средняя урожайность сельскохозяйственных культур (ц/га, данные Белстата[179][180][109][184][116]):

| С/х культура          | 2005 | 2012 | 2013 | 2015 | 2016 | 2017 | 2018 | 2019 | 2020 |
| --------------------- | ---- | ---- | ---- | ---- | ---- | ---- | ---- | ---- | ---- |
| Рожь                  | 21,8 | 27,6 | 20,1 | 30,1 | 27,0 | 26,2 | 20,0 | 23,7 | 29,2 |
| Пшеница               | 32,8 | 35,8 | 30,6 | 39,6 | 32,9 | 36,5 | 27,5 | 33,3 | 39,4 |
| Тритикале             | 31,3 | 37,2 | 28,8 | 37,9 | 32,9 | 32,8 | 23,6 | 28,9 | 33,1 |
| Ячмень                | 30,7 | 34,4 | 29,4 | 37,0 | 27,8 | 31,4 | 22,0 | 26,9 | 33,5 |
| Овёс                  | 26,6 | 32,2 | 26,4 | 32,6 | 26,8 | 28,7 | 22,6 | 23,0 | 28,8 |
| Гречиха               | 10,2 | 9,3  | 9,7  | 9,0  | 9,9  | 10,3 | 10,1 | 12,0 | 10,3 |
| Кукуруза (на зерно)   | 40,0 | 50,4 | 55,7 | 43,6 | 59,6 | 53,2 | 65,2 | 57,5 | 50,4 |
| Просо                 | 17,2 | 15,7 | 17,6 | 15,4 | 19,8 | 15,1 | 16,4 | 16,9 | 16,0 |
| Зернобобовые          | 21,9 | 26,1 | 23,4 | 30,2 | 24,0 | 27,9 | 20,1 | 21,8 | 27,3 |
| Льноволокно           | 7,0  | 9,0  | 8,4  | 10,1 | 9,4  | 9,2  | 8,7  | 9,4  | 10,2 |
| Свёкла сахарная       | 316  | 485  | 437  | 330  | 446  | 500  | 477  | 521  | 482  |
| Рапс                  | 12,3 | 16,7 | 16,8 | 15,7 | 12,4 | 18,1 | 13,1 | 16,8 | 20,6 |
| Картофель             | 177  | 208  | 194  | 194  | 205  | 232  | 216  | 229  | 206  |
| Овощи                 | 208  | 236  | 237  | 245  | 276  | 295  | 265  | 284  | 277  |
| Кормовые корнеплодные | 332  | 390  | 370  | 287  | 393  | 386  | 410  | 418  | 416  |
| Кукуруза (на корм)    | 208  | 262  | 281  | 175  | 264  | 256  | 250  | 223  | 230  |

### Структура землепользования
- Общая посевная площадь, тыс. га[4][185][186]:

|  |

- Посевная площадь по областям, тыс. га (2020 год)[17]:

|  |

- Посевная площадь под различные культуры (красный — зерновые, золотой — картофель, зелёный — кормовые, серый — другие)[4][83]:

|  |

- Структура посевных площадей в хозяйствах всех категорий (тыс. га)[4][187][188]:

| Культура                 | 2010 | 2012 | 2013 | 2014 | 2015 | 2016 | 2017 | 2018 | 2019 | 2020 |
| ------------------------ | ---- | ---- | ---- | ---- | ---- | ---- | ---- | ---- | ---- | ---- |
| Зерновые и зернобобовые: | 2580 | 2723 | 2627 | 2639 | 2406 | 2386 | 2430 | 2349 | 2453 | 2534 |
| Всего — озимые зерновые  | 1131 | 1354 | 1221 | 1335 | 1255 | 1221 | 1248 | 1149 | 1292 | 1367 |
| Всего — яровые зерновые  | 1449 | 1245 | 1279 | 1173 | 1021 | 1034 | 1054 | 1072 | 1027 | 1011 |
| Рожь                     | 352  | 399  | 333  | 323  | 252  | 242  | 258  | 254  | 322  | 364  |
| Пшеница                  | 611  | 720  | 697  | 745  | 737  | 714  | 721  | 669  | 699  | 725  |
| в том числе озимая       | 362  | 484  | 460  | 506  | 516  | 503  | 521  | 481  | 533  | 555  |
| в том числе яровая       | 249  | 191  | 189  | 187  | 167  | 153  | 144  | 133  | 112  | 110  |
| Тритикале                | 444  | 493  | 451  | 528  | 512  | 502  | 493  | 436  | 459  | 469  |
| в том числе озимый       | 405  | 461  | 417  | 492  | 482  | 472  | 463  | 406  | 429  | 438  |
| в том числе яровой       | 39   | 21   | 17   | 16   | 17   | 16   | 16   | 17   | 15   | 14   |
| Ячмень                   | 691  | 564  | 587  | 552  | 507  | 455  | 455  | 444  | 416  | 415  |
| в том числе озимый       | 12   | 16   | 15   | 12   | 8    | 7    | 9    | 11   | 12   | 18   |
| в том числе яровой       | 679  | 507  | 533  | 498  | 458  | 411  | 414  | 399  | 371  | 362  |
| Овёс                     | 184  | 134  | 137  | 152  | 154  | 148  | 162  | 156  | 165  | 156  |
| Кукуруза на зерно        | 113  | 194  | 204  | 117  | 53   | 126  | 134  | 175  | 193  | 221  |
| Гречиха                  | 31   | 44   | 33   | 20   | 14   | 14   | 18   | 19   | 14   | 28   |
| Зернобобовые             | 140  | 156  | 165  | 185  | 160  | 164  | 170  | 174  | 164  | 137  |
| Технические:             | 497  | 652  | 606  | 589  | 421  | 390  | 518  | 547  | 559  | 542  |
| Лён                      | 62   | 64   | 57   | 48   | 45   | 46   | 47   | 50   | 52   | 49   |
| Сахарная свёкла          | 97   | 100  | 102  | 106  | 103  | 97   | 101  | 102  | 96   | 85   |
| Рапс                     | 326  | 439  | 417  | 414  | 259  | 229  | 339  | 359  | 363  | 364  |
| Картофель                | 371  | 335  | 309  | 310  | 314  | 295  | 277  | 274  | 268  | 254  |
| Овощи                    | 86   | 65   | 66   | 69   | 66   | 66   | 63   | 62   | 62   | 59   |
| Кормовые культуры        | 2066 | 2051 | 2131 | 2253 | 2663 | 2709 | 2546 | 2583 | 2560 | 2570 |
| Всего                    | 5600 | 5827 | 5739 | 5861 | 5869 | 5845 | 5834 | 5815 | 5902 | 5959 |

## Внешняя торговля
Сельское хозяйство Беларуси в значительной степени ориентировано на экспорт, благодаря чему, как правило, наблюдается положительное сальдо торговли сельскохозяйственной продукцией и продуктами питания (в 2012 — 1,4 млрд долл., в 2013 — 1,6 млрд USD). Экспорт с/х продукции и продуктов питания в 2020 году составил 5,8 млрд долл., импорт — 4,3 млрд долл. Абсолютное большинство экспорта приходится на российский рынок (4,3 млрд долл. в 2020 году), торговый баланс со странами вне СНГ отрицательный (в 2020 году экспорт — 0,8 млрд долл., импорт — 2,2 млрд долл.).
24,2 % экспорта с/х продукции в 2013 году обеспечила Брестская область, 22,9 % — Минская, 14,9 % — Гродненская, 10,2 % — Гомельская, 9,3 % — Витебская, 8,6 % — Могилёвская область.
Динамика экспорта основных продуктов животноводства по годам (в млн USD):
| Год                                          | ед. изм. | 2009  | 2010  | 2011  | 2012  | 2013  | 2014  | 2015  | 2016  | 2017  |
| -------------------------------------------- | -------- | ----- | ----- | ----- | ----- | ----- | ----- | ----- | ----- | ----- |
| Говядина свежая или охлаждённая (код 0201)   | млн USD  | 176   | 271   | 373   | 378   | 433   | 413   | 342   | 315   | 356   |
| Говядина свежая или охлаждённая (код 0201)   | тыс. т   | 49,6  | 69,8  | 73,3  | 74,7  | 99    | 95,2  | 102,7 | 104   | 98,2  |
| Говядина замороженная (код 0202)             | млн USD  | 195   | 195   | 128   | 147   | 196   | 118   | 116   | 153   | 147   |
| Говядина замороженная (код 0202)             | тыс. т   | 60,4  | 55,8  | 27,1  | 32,2  | 52,6  | 29,9  | 35,7  | 51,4  | 43,3  |
| Свинина (код 0203)                           | млн USD  | 48    | 119   | 184   | 218   | 130   | 57    | н/д   | н/д   | н/д   |
| Свинина (код 0203)                           | тыс. т   | 17,1  | 38,8  | 51,7  | 60,4  | 42,6  | 11,5  | н/д   | н/д   | н/д   |
| Мясо и субпродукты птицы (код 0207)          | млн USD  | 43    | 77    | 159   | 246   | 220   | 262   | 204   | 211   | 224   |
| Мясо и субпродукты птицы (код 0207)          | тыс. т   | 20,9  | 38,4  | 75    | 105,6 | 106,1 | 114,3 | 136,3 | 145,9 | 150,4 |
| Молоко и сливки несгущенные (код 0401)       | млн USD  | 45    | 100   | 135   | 202   | 234   | 268   | 188   | 183   | 232   |
| Молоко и сливки несгущенные (код 0401)       | тыс. т   | 105,9 | 165,4 | 183,2 | 300,6 | 287   | 323,4 | 324,9 | 316,9 | 307,1 |
| Молоко и сливки сгущенные и сухие (код 0402) | млн USD  | 304   | 510   | 523   | 571   | 859   | 680   | 495   | 458   | 476   |
| Молоко и сливки сгущенные и сухие (код 0402) | тыс. т   | 180,4 | 195,3 | 186,1 | 210,8 | 238,2 | 197,2 | 234,3 | 212,9 | 230,7 |
| Масло сливочное (код 0405)                   | млн USD  | 232   | 279   | 304   | 316   | 362   | 354   | 274   | 333   | 432   |
| Масло сливочное (код 0405)                   | тыс. т   | 85,5  | 62,7  | 64,9  | 85,6  | 67,3  | 69,6  | 87,9  | 85    | 80    |
| Сыры и творог (код 0406)                     | млн USD  | 395   | 568   | 604   | 616   | 649   | 803   | 639   | 690   | 798   |
| Сыры и творог (код 0406)                     | тыс. т   | 121,5 | 128,7 | 132,2 | 144,4 | 140,5 | 166,7 | 182,5 | 205   | 189,4 |

| Основные позиции с/х импорта (тыс. т): |       |       |       |       |       |       |       |       |       |
| Позиция                                | 2012  | 2013  | 2014  | 2015  | 2016  | 2017  | 2018  | 2019  | 2020  |
| Рыба мороженая                         | 113,2 | 128,3 | 131,2 | 123,8 | 121,3 | 140,4 | 132,2 | 126,4 | 132,4 |
| Свинина                                | 115,4 | 74,2  | 33,1  | 4,6   | 7,6   | 5,8   | 19,9  | 25,5  | 25,3  |
| Подсолнечное масло                     | 100,4 | 95,4  | 114,8 | 92,2  | 96,3  | 117,4 | 91,9  | 92,3  | 89,2  |
| Бананы                                 | 59,4  | 74,5  | 66,6  | 72,1  | 64,4  | 74,2  | 73,6  | 71,1  | 75,1  |
| Яблоки, груши, айва                    | 164,9 | 213,7 | 538,6 | 907,6 | 743,6 | 629,4 | 317,9 | 361,0 | 240,2 |
| Абрикосы, персики, вишня и др.         | 29,1  | 55,1  | 125,1 | 246,2 | 140,5 | 125,2 | 77,6  | 58,9  | 38,4  |
| Томаты                                 | 49,5  | 79,4  | 119,1 | 144,6 | 187,2 | 168,1 | 87,2  | 42,5  | 45,0  |
| Цитрусовые                             | 78,1  | 96,1  | 105,1 | 122,1 | 92,2  | 82,6  | 95,1  | 86,6  | 87,6  |
| Виноград                               | 22,6  | 41,0  | 54,3  | 45,3  | 74,4  | 31,6  | 22,8  | 24,4  | 17,0  |

### Торговые конфликты
11 января 2007 года Россельхознадзор объявляет об ужесточении порядка импорта белорусской животноводческой продукции (следствие спора вокруг «нефтяных пошлин»).
С 6 июня 2009 года развернулась так называемая «молочная война», когда Роспотребнадзор запретил ввоз многих видов молочной продукции из Беларуси в Россию из-за отсутствия соответствующей документации. В то же время, многие белорусские производители молока заявляют о том, что они прошли сертификацию. Отдельные эксперты полагают, что «молочная война» была спланирована для передела белорусской мясной и молочной промышленности.
11 июня В. Путин заявил, что Россия и Беларусь договорились по поставкам молока.. Несмотря на объявление о достижении договорённости относительно поставок, конфликт продолжался. Лишь 17 июня Геннадий Онищенко объявил о прекращении «молочной войны».
В 2013 г. вновь появились вопросы к качеству белорусского молока.
В начале декабря 2014 года Россия ввела запрет на поставки мясных продуктов с некоторых предприятий Беларуси из-за реэкспорта запрещённой к поставкам продукции ЕС (позднее, после проверок, поставки были возобновлены). 
9 декабря государственный таможенный комитет Беларуси фактически восстановил государственную белорусско-российскую границу и стал досматривать все грузы, следующие из РФ на территорию РБ. Эта мера — прямое следствие торговой войны, в которой Минск пытается «продавить» своё право на нелегальный реэкспорт из ЕС в Россию, были запрещены поставки некоторых товаров из России.
В 2015 и начале 2016 года Россельхознадзор неоднократно предъявлял претензии к качеству товаров из Беларуси.
10 июля 2016 Беларусь приостановила экспорт в Россию продукции животного происхождения с девяти предприятий, а также временно прекратила выдачу ветеринарных сертификатов на товары отдельных предприятий. Кроме того, в начале июля Россельхознадзор попросил Беларусь запретить поставку кормов с четырёх предприятий из-за обнаружения незарегистрированных ГМО-компонентов.
18 июля Россельхознадзор пресек ввоз на территорию России более 300 тонн сухого молока и молочной продукции семи белорусских предприятий.
13 августа 2016 Россельхознадзор ввёл временный запрет на ввоз молочной продукции трёх белорусских предприятий, «в связи с многочисленными нарушениями требований Евразийского экономического союза и России в продукции указанных предприятий». Основным нарушением является фальсификация продукции и деклараций соответствия.
С 10 октября Россельхознадзор ввёл ограничения по поставкам с семи предприятий Беларуси из-за грубых нарушений законодательства ЕврАзЭС. Помимо этого Россельхознадзор предупредил Департамент ветеринарного и продовольственного контроля Министерства сельского хозяйства и продовольственного контроля Беларуси о возможном ограничении поставок с ряда других предприятий.
С 7 декабря 2016 Россельхознадзор запретил поставки в Россию молочной продукции с пяти предприятий Беларуси (ранее им предлагалось самостоятельно ограничить экспорт своих товаров). Тогда же введён и фитосанитарный режим на ввоз продукции растениеводства через Беларусь из других государств, это связано с необходимостью недопущения ввоза в Россию продуктов, на которые распространяется действие продовольственного эмбарго. Всего в поставках продовольствия на рынок России ограничены, на тот момент, 20 белорусских предприятий. 

Зам. министра сельского хозяйства и продовольствия Беларуси Игорь Брыло заявил, что Россельхознадзор не имеет права запрещать доступ белорусских товаров на российский рынок. Он также отметил, что, когда Россельхознадзор вводит в отношении белорусских предприятий запрет на поставку продовольствия, Беларуси приходится усиливать внутренний контроль и ужесточать внутренние требования к сырью и выпускаемым продуктам, а также диверсифицировать рынки сбыта.
Возмущение по поводу слов главы Россельхознадзора Сергея Данкверта о том, что «белорусы от жадности добавляют в молоко сухое молоко» высказал вице-премьер Михаил Русый в эфире телеканала «Беларусь 1», назвав эти обвинения «экономическим дебилизмом».